# Жінка в арабському суспільстві

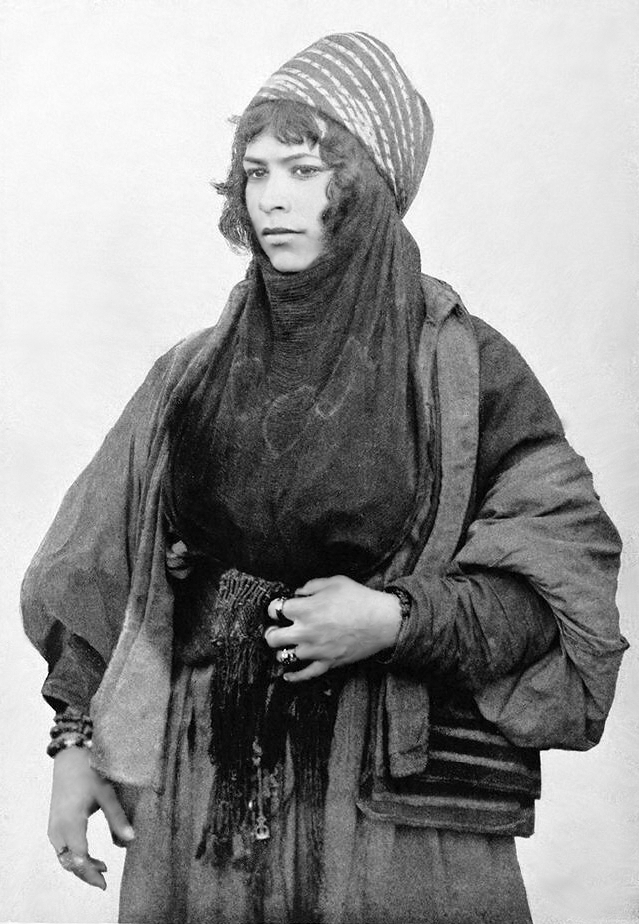
Сирійська бедуїнка, 1893 рік

Жінка в арабській культурі, за сучасними оцінками, є найбільш дискримінованим класом через культурні і релігійні переконання, які часто відображаються в законах арабських країн, зачіпаючи кримінальне правосуддя, економіку, освіту й охорону здоров'я. Становище жінки в арабському суспільстві визначається системою правил і норм, що регулюють взаємодію жінки з соціальними інституціями.

## До ісламу
Серед істориків і письменників досі немає остаточного висновку, чи мали арабські жінки великі права в доісламськую епоху. Більшість жінок підпорядковувалися племінним звичаям і фактично були позбавлені правового статусу. Шлюб жінки здійснювався за договором, а її опікун отримував грошову нагороду.

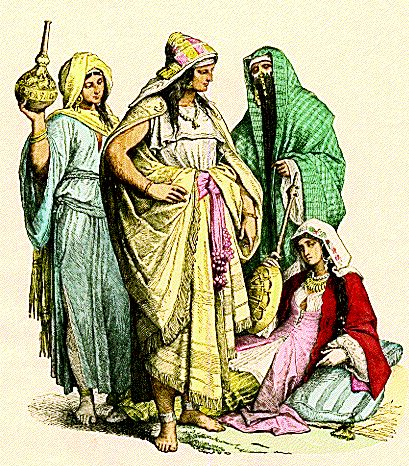
Арабські жінки в доісламську епоху, VI століття

Чоловік міг розірвати союз за бажанням, тоді як жінка була позбавлена такої можливості, як і прав на спадщину. Деякі історики стверджують, що права жінок у доісламській ері були більш ліберальними, судячи з поведінки перших дружин пророка Мухаммеда, його батьків, а також за фактом, що мекканці поклонялися богиням. Інші історики, навпаки, впевнені, що статус арабських жінок був ще нижчим від нинішнього, посилаючись на практику вбивства новонароджених дівчаток, необмеженого багатоженства, патрилінійного шлюбу тощо. Саудівська історикиня Хатун Аль-Фассі стверджує, що в давнину арабки мали високі права, наприклад, у Набатейському царстві, однак вони втратили права після набуття чинності новими законами, нав'язаними Римською імперією, пізніше ці обмеження були збережені і під владою ісламу. Валентина Могадам аналізувала становище жінок, виходячи з марксистської ідеї, що становище жінки безпосередньо залежить від ступеня урбанізації, індустріалізації і пролетаризації країни і суспільства, а не від культури або внутрішніх особливостей ісламу. Могдам стверджує, що іслам є не більше і не менше, ніж релігією, яка встановлює панівне становище чоловіка, так само, як християнство і юдаїзм.
У доісламській Аравії статус жінок значно відрізнявся залежно від племінних законів, за якими вони жили. У південній частині Аравії жінки жили, дотримуючись релігійних приписів юдаїзму й християнства, тоді як мекканці дотримувались язичницьких і племінних звичаїв. Племена бедуїнів теж могли надавати різні права жінкам. У деяких племенах жінки мали ширші повноваження, ніж сучасні арабки. Відомі також племена, де права жінки були настільки малими, що вони часом розцінювалися як товар, який міг передаватися від одного господаря до іншого або навіть переходити, як майно. Такі жінки беззастережно підкорялися своїм батькам, братам або чоловікам. У деяких випадках жінка мала власне майно, але була позбавлена прав на спадщину, оскільки вважалася нерозумною і, відповідно, нездатною розпорядитися спадщиною. Серед племен широко практикувалося вбивство новонароджених дівчаток, цей звичай згадується також у Корані. Відомий коментатор Корану Мухаммед Асад пояснював це явище тим, що велика кількість жінок у сім'ї могла стати економічним тягарем для чоловіків, а також страхом перед тим, що жінки, захоплені ворожим плем'ям, можуть віддати перевагу викрадачам замість своїх батьків і братів. Вважається, що іслам у багатьох моментах повторює обмеження жінок, запропоновані арабськими племінними звичаями, але він значно лібералізує їх, зокрема надає жінкам права на власність, успадкування, освіту і розлучення.
Араби з нижчих верств населення підвищували статус своєї сім'ї, здаючи в оренду дівчат чоловікам з благородних кланів, після чого вагітна поверталася в сім'ю, а її дитина вважалася сином або дочкою законного чоловіка. З іншого боку, дитина й онуки зґвалтованої ставали «благороднішими».

## Ісламська ера

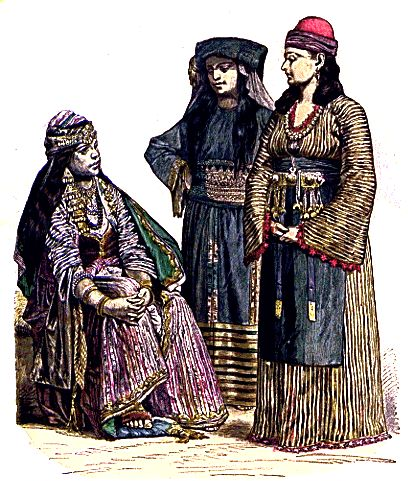
Зліва направо: жителька Дамаска, мешканка Мекки, жінка з фелахів Дамаска, в традиційних костюмах, XIX століття

Іслам поширився в усьому Аравійському півострові в VII столітті, тоді жінки зуміли отримати більше прав. Коран встановлює, що і чоловіки, і жінки мають однаковий обов'язок поклонятися Богу. Також була заборонена практика вбивств новонароджених дівчаток – пророк Мухаммед стверджував, що батько, який вбиває або хоча б не поважає свою дочку за те, що вона не народилася хлопчиком, ніколи не потрапить до раю. Професор та ісламознавець Монтгомері Вотт визнає, що хоч іслам дає безліч пріоритетів чоловікові, але він на той період поліпшив і права жінок. Торговий і кочовий спосіб життя арабів призвів до ще сильнішого пригнічення жінок. На момент зародження ісламу, безправ'я жінок було жахливим — вони не мали права володіти майном, були власністю чоловіка. Якщо господар жінки помирав, її господарями ставали родичі померлого. Мухаммед значно поліпшив ситуацію, запровадивши через іслам права жінок на володіння власністю, отримання освіти й право на розлучення. В історичному контексті можна встановити, що Мухаммед свідчив від імені прав жінок.
Починаючи з VII століття, жінкам надали права вступати в шлюб за власним бажанням, розлучатися і мати власність. Жінки в інших країнах, зокрема й на Заході, були позбавлені таких прав до суфражистської революції[уточнити]. Нові закони забороняли вбивати дівчаток-немовлят і визнавали жінку індивідуальною особистістю. Якщо традиційно наречена вважалася шлюбним подарунком, за який батько отримував грошову нагороду, то нові ісламські закони розглядали шлюб жінки і чоловіка як контракт з обох сторін, який може вступити в силу лише за згодою чоловіка і жінки. Ісламське законодавство ввело право жінок на володіння майном, а також повне розпорядження багатством, яке вона принесла в сім'ю або заробила. Ісламські закони давали жінкам право на спадщину, однак вдвічі менше, ніж у чоловіків.

## Сучасний стан
За сучасними оцінками, арабські жінки є найбільш дискримінованим класом в арабському суспільстві через культурні і релігійні переконання, які часто можуть відбиватися в законах країн арабського світу, зачіпаючи кримінальне правосуддя, економіку, освіту й охорону здоров'я. Найбільші права жінки мають у карликовій державі Коморські Острови, на останніх позиціях — Єгипет, Ірак і Саудівська Аравія.
Для арабської жінки основним пріоритетом залишаються дім і діти, вона повинна бути лояльнішою до сімейних цінностей, ніж до нації і навіть до себе. Для арабського клану, зокрема й жінок, дуже важливо зберігати свою честь. Якщо жінка зганьблена (не покриває тіло, має сексуальну активність, займається професійною діяльністю), то "осоромленим" вважається весь клан, що може привести до вбивства жінки чоловіками власної родини (батьком, братом, чоловіком). Іноді для того, щоб покарати жінку, досить запідозрити її у порушенні правил. Кращими якостями жінки в арабському суспільстві вважаються скромність і покірність. Щоб показати свою «цнотливість і чистоту», жінки повинні покривати своє тіло вільним одягом, щоб не «спокушати» чоловіків.
У деяких арабських країнах, таких як ОАЕ, для жінки вважається неприйнятним показувати обличчя незнайомим чоловікам, тому жінки ховають його під абаєю (маскою, яка закриває нижню частину обличчя і брови). Якщо незнайомий чоловік побачить обличчя жінки, для неї це обернеться ганьбою, якщо ж чоловік зісмикне з жінки хустку, то це обернеться ганьбою для його родини. Суворі правила також можуть діяти на нареченого, який не має права дивитися на свою наречену. За традицією жінка повинна трохи відставати від чоловіка, що її супроводжує, або йти позаду. У чоловіків не прийнято пропускати жінок уперед або відкривати перед ними двері. Традиційно арабська жінка займається домогосподарством, у багатих країнах Перської затоки цей обов'язок виконують наймані домогосподарки, а основне завдання арабської жінки зводиться до народження дітей.
В арабському суспільстві, особливо в бідних і нестабільних країнах, поширена культура зґвалтування, коли сексуальне насильство над жінками є звичними, а норми соціальної поведінки нормалізують, допускають або навіть виправдовують його. Жертвами насильства стають жінки незалежно від віку й суворості дотримання ісламського дрес-коду, особливо в Єгипті та Іраку. При цьому в насильстві часто звинувачують саму постраждалу, яка «спокусила» чоловіка навіть своєю присутністю, замість того щоб сидіти вдома з сім'єю, як чинять «порядні мусульманки». Шаріатські суди, як правило, не стають на бік зґвалтованих жінок, а навпаки карають їх за перелюб; основна маса жінок не повідомляє про зґвалтування, щоб уникнути переслідування.
Завдяки докладним дослідженням кількох арабських країн з'ясовано, що в середньому кожну третю одружену жінку б'є чоловік. Однак, за релігійними приписами Корану покарання можливе лише за строго визначених умов, при цьому чоловік здебільшого спотворює їх зміст, щоб виправдати насильство над дружиною в зручній для нього ситуації, почасти через культурні стереотипи і з метою морально пригнітити дружину. Убивство дружини обумовлюють також особистими мотивами чоловіка й збереженням його статусу в сім'ї/клані, оскільки іслам забороняє вбивство в ім'я честі. На сьогоднішній день не існує чіткої програми серед арабських країн щодо боротьби з насильством проти жінок.

### Комори
Коморські Острови, за даними медіакомпанії Thomson Reuters (2013), займають перше місце з 22 за правами жінок серед арабських країн. Хоча можновладці все ще переконані, що жінкам не місце в політиці, їх кількість у парламенті становить 3 %, і 20 % займають різні міністерські пости, 35 % мають роботу. Кожна друга жінка країни зазнала насильства, зокрема й сексуального. Чоловіки можуть мати декілька дружин, перший «великий» шлюб вважається найважливішим, і весілля проводиться, як правило, більш пишно. Чоловіки дуже рідко практикують полігамію, і мають не більше двох дружин. Історично на Коморах існувало егалітарніше суспільство, але під впливом ісламу чоловіки стали панувати. Незважаючи на це, жінки не втратили повністю свого стану, і тому менш пригноблені, ніж в інших арабських країнах. Також на Коморах залишилися багато матріархатних традицій, такі як, наприклад, «магнахолі» — передача земельної ділянки по жіночій лінії, хоча за законами країни, створеними під впливом ісламу, право спадщини беззастережно належить чоловікові. На практиці після розлучення, наприклад, ділянка і земля дістаються жінці, також чоловік не може претендувати на меблі в будинку, навіть якщо вони куплені за його гроші. Також жінки, як правило, утворюють асоціації, які відіграють важливу роль в управлінні селами. На відміну від більшості арабських країн, народження хлопчика не є пріоритетним завданням жінки — історично й культурно склалося так, що сім'я однаково рада народженню дівчинки чи хлопчика. Також у країні активно переслідують чоловіків, причетних до фізичного і сексуального насильства проти жінок та інших форм дискримінації – вони складають половину ув'язнених. Жінки не дотримуються суворого ісламського дрес-коду, надаючи перевагу яскравим національним сукням та спідницям.

### Оман
Оман, за даними медіакомпанії Thomson Reuters (2013), займає серед арабських країн 2 місце з 22 щодо прав жінок. Жінки складають 1,2 % від загального парламенту, 29 % мають роботу. На міжнародному рівні за рівністю статей країна займає 59 місце зі 148-ми. 

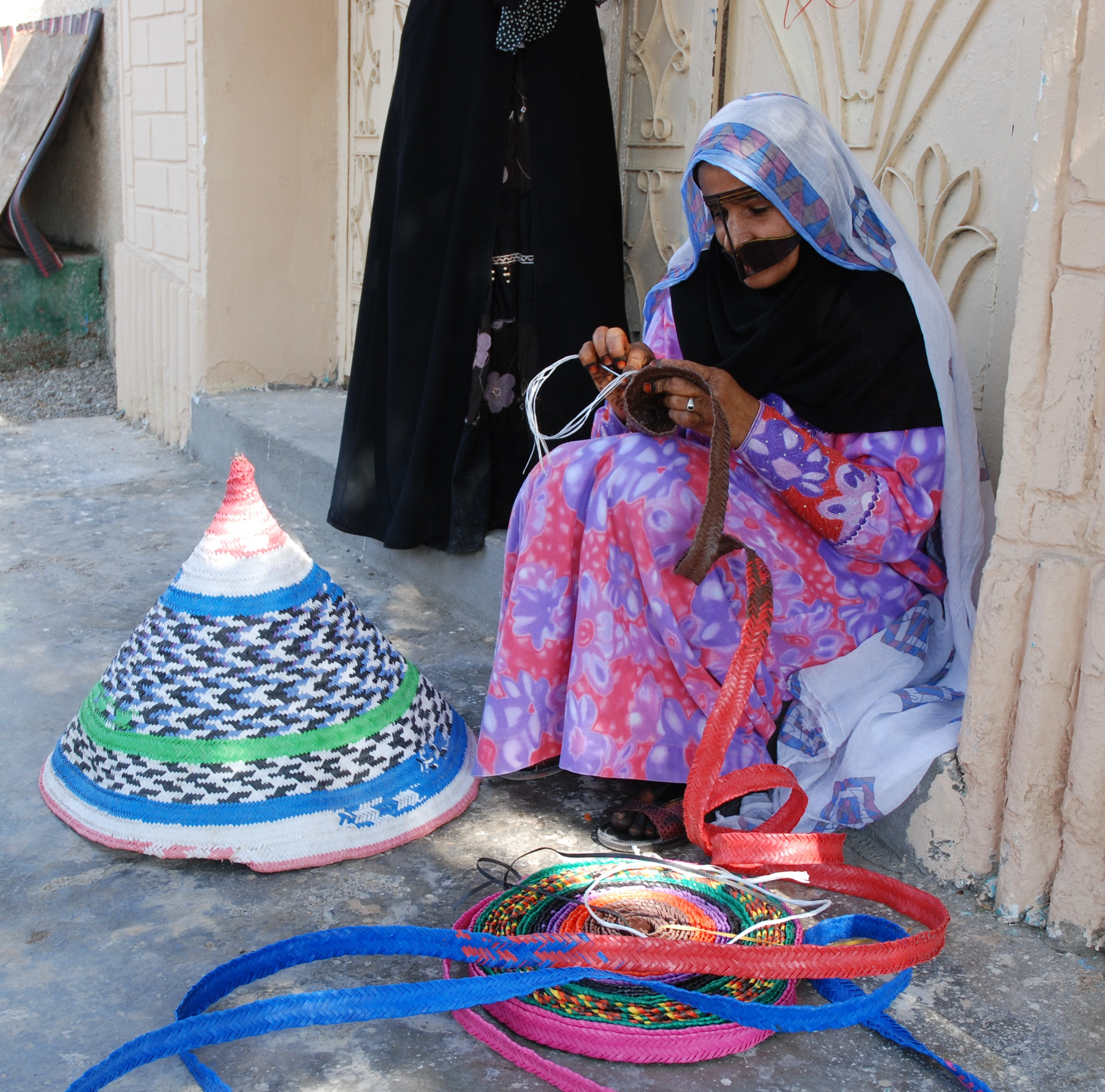
Майстриня на півночі Оману в традиційному костюмі, 2008 рік

Традиційно жінки були пасивними, їх гнітило суспільство, а спосіб життя обмежувався доглядом за будинком і дітьми. У 1970-х до влади прийшов султан Кабус бін Саїд, чиїм пріоритетним завданням була індустріалізація і лібералізація країни. У країні почалося масове будівництво лікарень, шкіл, поліклінік. Це спонукало до масового повернення на батьківщину Омана іммігрантів, які з ентузіазмом допомагали в будівництві нового суспільства. Багато з них жили і здобували освіту на Заході і принесли з собою ідею ліберальності та статевої рівності. Вони зіграли важливу роль у просуванні жіночих прав у країні. Хоча жінки все ще значно обмежені в суспільній ролі, з кожним роком набувають сили нові закони, що разширюють їх права. 2002 року прийнято закон, що дає виборче право всім жителям Оману від 21 року. 2008 року королівським указом жінкам нарівні з чоловіками надано право володіти землею. Починаючи від 2010 року, у країні діє комплексна програма щодо поліпшення соціального становища жінки.
До 1970 року в Кабусі[прояснити] існувало тільки 3 початкові школи для хлопчиків, де займалися читанням Корану, простою математикою і основами арабського письма. Присутність жінок у школах наближалася до 0 %. Універсальна освітня політика Кабус бен Саїда — «освіта для всіх» привела до того, що до 2007 року дівчата в початкових школах становили 49 %. За даними 2003 року, 48,4 % студентів становили жінки, вони ж складали 56 % серед вчителів. Однак це не позбавило населення повністю від забобонів, що жінці не слід вчитися, і 2000 року жінкам заборонили навчатися в інженерному коледжі султана Кабуса. Співробітники коледжу пояснили це тим, що інженерно-польові роботи недоречні для жінок. Це викликало відкритий протест серед студенток, багато з них перевелися в інші заклади. Зараз[коли?] заборону знято.
У 1970-х роках під час реформ жінки отримали повну свободу у виборі професій від банківської справи та медицини до машинобудування. Однак у 1980-х роках був установлений список професій, «прийнятних» для жінок, що завдало сильного удару по жіночій зайнятості та призвело до відтоку жінок-професіоналок.
До цього дня абсолютна більшість жінок залишаються домогосподарками й утримують дітей. Для того, щоб розлучитися з чоловіком, жінці повинна знайти 8 вагомих причин, тоді як чоловікові це не обов'язково. Аборти заборонені в усіх випадках, окрім тих, коли вагітність  загрожує життю жінки, тому практикуються небезпечніші нелегальні аборти. Також закони країни не передбачають кримінальної відповідальності для чоловіків за сексуальне насильство в сім'ї.
Більшість жінок носять довге чорне вбрання, яке покриває все тіло, особливо під час від'їзду. Більш консервативні мусульманки покривають і обличчя. Вдома, як правило, жінка ходить більш відкритою, наприклад, у штанях або сукні до коліна. У деяких регіонах жінки можуть носити старі національні костюми, які не покривають шиї.

### Кувейт
Кувейт, за даними медіакомпанії Thomson Reuters (2013), займає серед арабських країн 3 місце з 22 щодо прав жінок. На міжнародному рівні за статевою рівністю займає 47 місце з 148 країн. Жінки отримали право голосувати 1985 року, а балотуватися — 2005 року. Кількість жінок, що працюють, становить 130 800 осіб. Аборт дозволений, якщо плоду менше ніж 10 тижнів. Мінімальний вік для вступу в шлюб для дівчини становить 15 років. У країні відсутні закони, що передбачають кримінальне покарання чоловіків за сексуальне насильство в сім'ї. Жінки Кувейту вважаються в близькосхідному регіоні емансипованими. Також Кувейт за статевою рівністю займає друге місце в регіоні (після Ізраїлю). За даними на 2012 рік, зайнятість серед жінок становить 50 %, що набагато вище, ніж в інших арабських країнах. Жінки в Кувейті за законами можуть вільно працювати і займатися політикою. Однак практикується правова жіноча дискримінація: так, для всіх мусульман діють шаріатські суди, які, як правило, упереджено ставляться до жінок і засуджують їх до занадто жорстких покарань. Також дитина, чий батько не є громадянином Кувейту, не може отримати громадянства. Кувейт є єдиною країною, де жінки масово носять на вулиці європейський одяг, проте він має залишатися скромним та закритим[джерело?].

### Йорданія
Йорданія, за даними медіакомпанії Thomson Reuters (2013), займає 4 місце з 22 за правами жінок серед арабських країн. На міжнародному рівні – 99 місце зі 148 країн за статевою рівністю. Право голосувати жінки отримали вперше 1974 року. Конституція країни гарантує рівноправність усіх громадян Йорданії незалежно від статі, національності і релігії. 12 % депутатів палати представників є жінками (18 осіб). 17 % земельної власності належать жінкам. Тільки з 2003 року жінки отримали право отримувати паспорти без дозволу чоловіка. Також дитина, батьком якої є іноземцем, не може отримати йорданського громадянства.

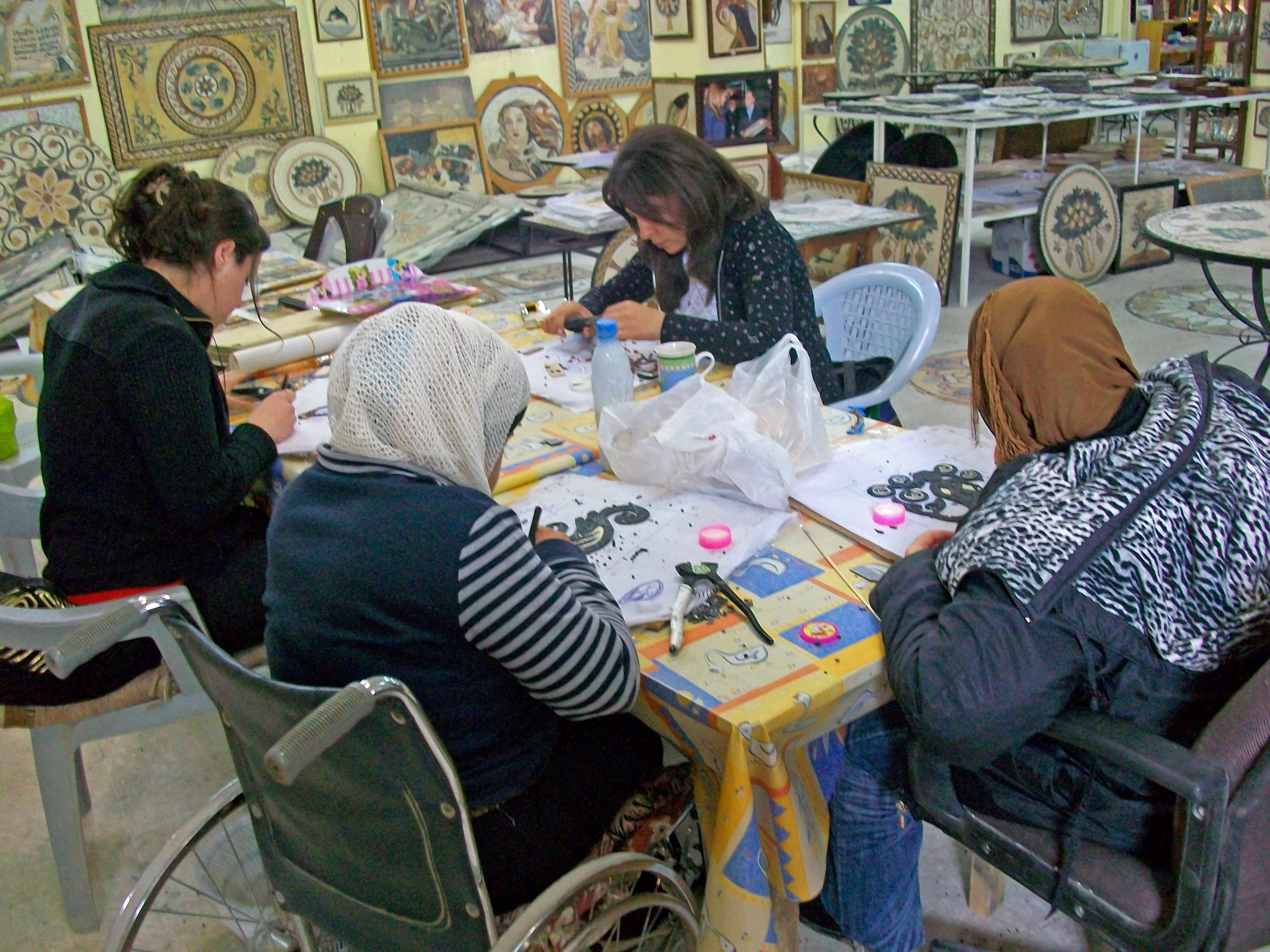
Йорданські жінки значно обмежені у виборі роботи

За даними на 2012 рік, у країні було офіційно зареєстровано 681 випадок зґвалтування. Лише 14,1 % жінок безграмотні, що є найкращим показником на Близькому Сході. Хоча закони дають повну свободу жінці у виборі професії та право на декрет під час вагітності і пологів, багато робітниць стикаються з культурними перешкодами і дискримінацією з боку чоловіків, оскільки чоловіче суспільство заохочує жінку-домогосподарку, а не працюючу жінку. Для жінок, як правило, пропонується менше робочих місць, оскільки багато сфер в економіці закриті для них, також вони отримують меншу зарплату, ніж їхні колеги-чоловіки. Згідно із законом жінка не може працювати, якщо цього не дозволяє чоловік-опікун. Більшість жінок працюють на низькооплачуваних роботах, оскільки не мають можливості просунутися вище через статеву сегрегацію.
Жінка, згідно з ісламським правом, має право на розлучення. Однак ісламські суди часто ставлять жінку в уразливе становище, роблячи її ув'язненою свого чоловіка. Для боротьби з цим становищем уряд вніс низку змін до судової системи, зокрема, новий закон змушує чоловіка платити колишній дружині аліменти протягом трьох років. Також були створені нові фонди, які надають підтримку розлученим жінкам. Примітно, що якщо жінка народжує тільки дівчаток, це може стати достатнім приводом для розлучення з ініціативи чоловіка.
Жінки отримують, як правило, менше спадщини, ніж чоловіки-родичі. Нерідко на жінок чиниться тиск, щоб змусити їх відмовитися від земельної власності на користь члена сім'ї чоловічої статі. Як наслідок, лише 4 % земельної власності в країні належать жінкам.
Однією з важливих проблем країни залишаються «вбивства честі», коли чоловік-опікун вбиває жінку за поведінку, яку вважає неналежною, оскільки шаріатські суди ставляться до таких чоловіків, як правило, поблажливо. Через це багато жінок бояться виходити за межі будинку. Жінку можуть вважати "зганьбленою", якщо вона мала секс до шлюбу, зраджувала чоловікові, фліртувала або навіть стала жертвою зґвалтування. Щороку в країні чоловіки або родичі вбивають тисячі жінок. При цьому кримінальний кодекс Йорданії до вбивць ставиться поблажливо, оскільки формально це вважається «особистою проблемою чоловіка», але насправді пов'язано з культурними особливостями, які заохочувально ставляться до чоловіків, які вбивають "для відновлення честі".

### Катар
Катар, за даними медіакомпанії Thomson Reuters (2013), за правам жінок займає серед арабських країн 5 місце з 22. У муніципальній раді перебуває лише одна жінка, перша жінка-суддя в країні 2010 року. Кожна друга жінка в країні працює, крайній[який?] вік для вступу в шлюб становить 25,4 років. Щоб отримати водійські права, потрібен дозвіл чоловіка. У середньому 100 жінок на рік заарештовують і ув'язнюють через народження позашлюбних дітей. Вагітна неодружена жінка не має права отримувати допомогу з медичного страхування. На 2012 рік у країні було зареєстровано 550 зґвалтувань жінок і дітей.
Жінка, як правило, носить довге чорне вбрання і чорний хіджаб, консервативні мусульманки-сунітки закривають й обличчя. Жінки, як правило, не беруть участі в громадських заходах, якщо не ознайомлені з західною культурою, або без підтримки членів сім'ї. Традиційно роль жінки в суспільстві обмежувалася домашніми справами та доглядом за дітьми, але становище значно покращилося в 1990-ті. Жінки отримали право голосувати і балотуватися 1999 року. Цього ж року в країні було відзначено Міжнародний жіночий день.
Жінка вільна у виборі державної посади, хоча жінки на високих постах поки відсутні[уточнити]. Зайнятість серед жінок становить 36 %-42 %.

### Туніс
Туніс, за даними медіакомпанії Thomson Reuters (2013), займає за правами жінок серед арабських країн 6 місце з 22. На міжнародному рівні займає за статевою рівністю 46 місце зі 148 країн. Коли Туніс був французькою колонією, жінки в цій країні були завуальованими, неосвіченими і займалися домашнім господарством.

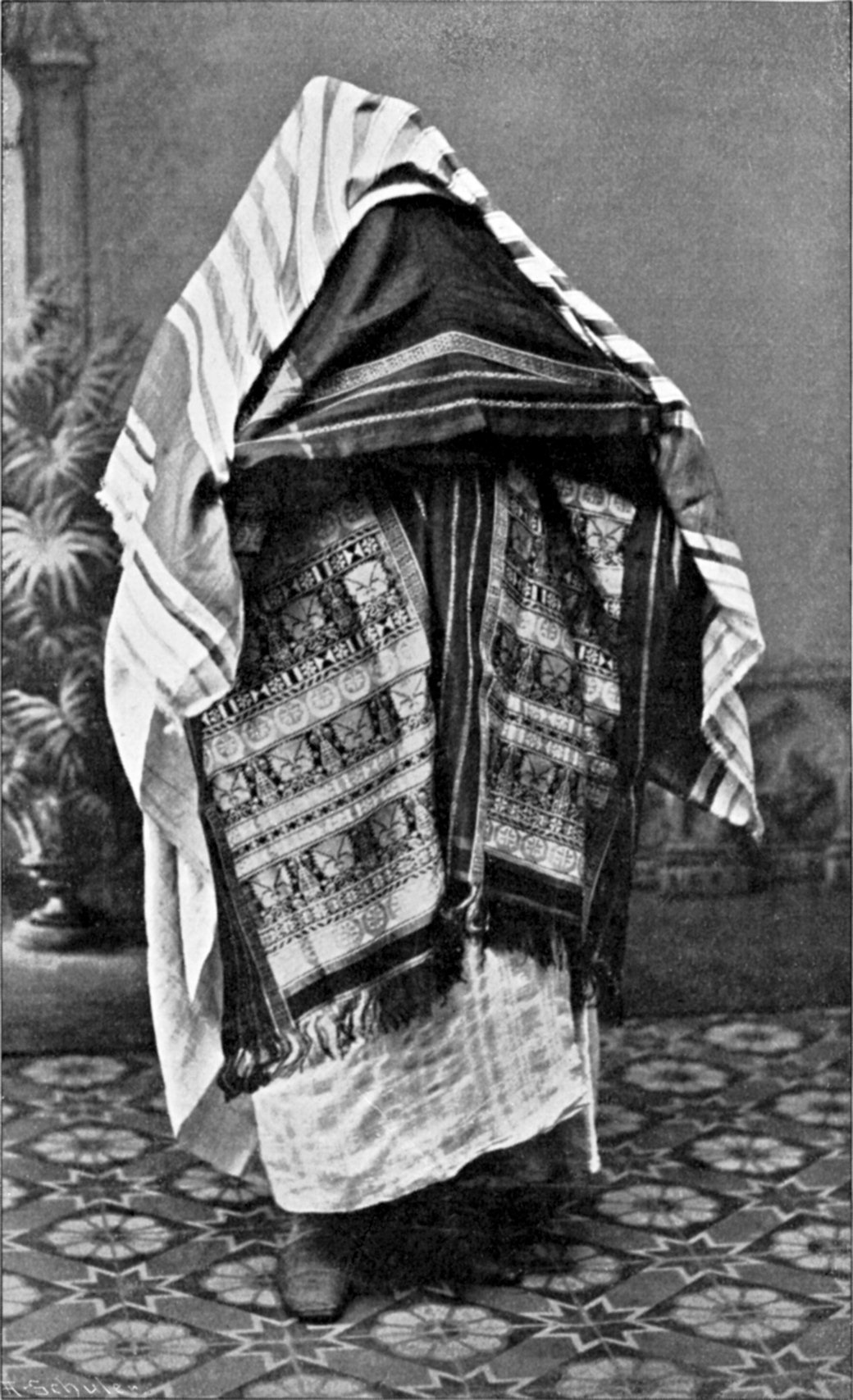
Вуличний костюм туніської жінки в 1902 році

Під час руху за незалежність стала адвокатуватися й ідея рівності статей, на початку XX століття багато дівчаток з ініціативи батьків стали здобувати освіту. 1956 року в країні був прийнятий кодекс про особистий статус, який забороняв багатоженство і давав право жінці вирішувати, чи хоче вона вступити в шлюб, а також право на розлучення. 1957 року жінки отримали право голосу, а 1959 року — право балотуватися. Нова конституція Тунісу дала жінкам права працювати в нетрадиційних секторах, таких як медицина, армія, машинобудування, а також можливість відкривати банківські рахунки і вести бізнес. 1962 року жінки отримали право вибирати, скільки вони хочуть мати дітей, а 1965 року стали легальними аборти, які можна проводити до 3 місяців. 1993 року феміністичні організації домоглися внесення змін до «кодексу про особистий статус», згідно з яким жінка більше не повинна коритися чоловікові, якщо покладає на себе частку фінансового тягаря сім'ї, проте в кодексі залишилася невідповідність, оскільки в ньому йдеться, що жінка повинна жити з чоловіком згідно з традиціями, що означає підпорядкування жінки чоловіку. 1980 року Туніс підписав Конвенцію про ліквідацію всіх форм дискримінації щодо жінок, але із застереженнями, оскільки деякі моменти, на думку влади, суперечили ісламському кодексу.
2007 року, на честь 50-річчя від дня реалізації кодексу про особистий статус, було створено 2 нові законопроєкти: перший збільшив житлові права жінок, другий встановив мінімальний вік 18 років для шлюбу чоловіка і жінки, попри на те, що до цього часу середній вік жінки для вступу в шлюб становив уже 25 років, а для чоловіків — 30.
У країні відзначають Міжнародний жіночий день, а також 12 серпня як дату реалізації кодексу про особистий статус, яка позначається тепер як Національний жіночий день.
У Тунісі діє феміністична політика, головним чином щоб підтримувати хороший імідж у Європі. Однак на ділі права жінок не особливо вирізняються на тлі сусідніх країн, таких як Марокко. Зокрема, в країні все ще зберігається патріархальне пригнічення жінок, а також різні обмеження, що накладаються на жіночі університети. 1994 року в прокат вийшов фільм «Мовчання Палацу», що демонструє реалії фемінізму в Тунісі, про жінку, яка зовні вільна у виборі, але стикається з нескінченними культурними перешкодами, що не дозволяють їй дійти до мети. Фільм зазнав значної критики на батьківщині, але був тепло прийнятий французькою аудиторією.

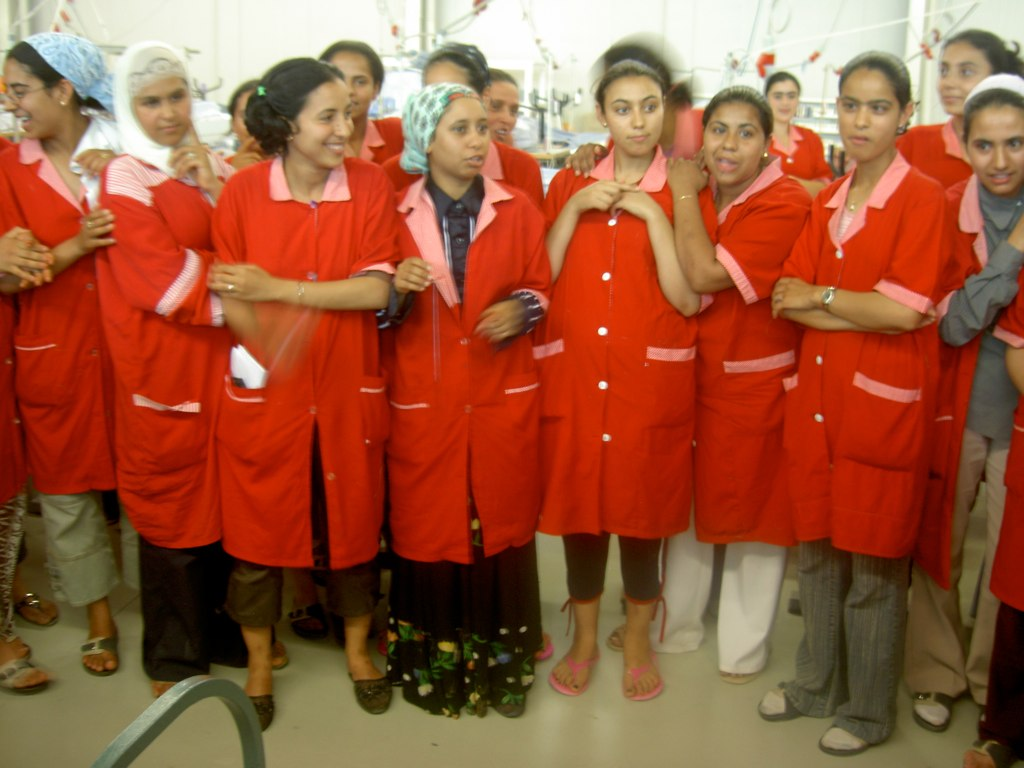
Працівниці фабрики TexTunis, 2005 рік

Рівень неписьменності серед дівчаток становив 96 % 1956 року, 58,1 % – 1984 року, 42,3 % – 1993 року і 31 % – 2004 року. Станом на 2010 рік 91 % дівчат від 15 до 24 років були грамотними. Серед студентів вищих навчальних закладів жінки становлять 59,5 %. Однак більшість жінок по закінченні навчання не йдуть на роботу.
До 2011 року в країні проводилася антихіджабна політика, починаючи від 1981 року, коли було ратифіковано закон № 108, що забороняє жінкам носити хустку в державних установах. 1985 року ця заборона поширилася на всі навчальні заклади. Президент Тунісу Хабіб Бурґіба назвав хіджаб «одіозною ганчіркою». Ці закони не були тепло прийняті жінками, 98 % з яких були мусульманками. Як наслідок, до шкіл, університетів і робочих місць приставлялась поліція, яка не пускала жінок, доки ті не знімали хіджаби, жінок змушували часом робити це на вулиці. Під час Туніського міжнародного книжкового ярмарку був інцидент, коли покритих жінок насильно доставляли в поліційні дільниці, змушуючи підписувати зобов'язання про припинення носіння хіджабу, а на жінок, які чинили опір, нападала поліція.
2002 року жінки отримали право приймати громадянство чоловіка-іноземця і дітей. До 2009 року жінки не-мусульманки не мали права успадковувати майно чоловіка-мусульманина.
2004 року жінки складали 26,6 % від робочої сили Тунісу, тоді як 1966 року їх було тільки 5,5 %. Жінки значно обмежені в робочих можливостях рамками «соціально-прийнятної поведінки»: наприклад, жінка не повинна працювати далеко від сім'ї — робота означає тимчасовий відхід з дому, що вже є «соціально неприйнятним». Деякі закони країни обмежують тип роботи для жінок, кількість робочих годин. Дослідження Світового банку показало, що багато жінок бояться працювати через сексуальні домагання чоловіків-співробітників. Як правило, насильство в сім'ї і зґвалтування розглядається як особиста ганьба жінки, постраждала все одно залишається винною і носить ганьбу все життя. Також для жінок, які працюють у приватному секторі, декрет за вагітністю дається лише на 30 днів. За сучасними даними, найбільш жіноча галузь у Тунісі — фармацевтика (72 %), далі йдуть медицина (42 %), викладання (40 %), адвокатки (31 %) і судді (27 %), хоча донині більшість жінок лишаються безробітними. 26,7 % парламенту складають жінки.
Після революції 2011 року скасовано закон про статеву рівність, оскільки тепер серед представників влади переважають релігійні консерватори. Вони значно урізали права жінок у країні і обмежили вплив феміністок. Є побоювання, що в майбутньому жінки втратять право голосу і можливість брати участь у публічній сфері через встановлення в країні законів шаріату.

### Алжир
Алжир, за даними медіакомпанії Thomson Reuters (2013), займає 7 місце з 22 за правами жінок серед арабських країн. На міжнародному рівні за статевою рівністю займає 74 місце з 148 країн. Жінки становлять 31,6 % парламенту країни. Мінімальний вік для вступу в шлюб становить 18 років для жінок і 21 рік для чоловіків. Крайній вік неодруженої жінки становить 29,5 років. 16 % жінок працюють.

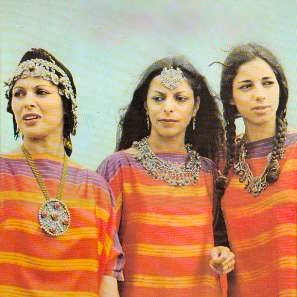
Алжирки в національних костюмах, 1980 рік

Алжир вважається доволі ліберальною країною для жінок, а самі жінки є достатньо емансипованими. Ключову роль у цьому зіграла війна за незалежність 1962 року, в боях якої брали участь і жінки. За приблизними даними, у війні брали участь 11000 жінок, хоча дані можуть бути навмисно занижені, жінки часто виконували роль шпигунок, медсестер і кухарок, вони брали активну участь у забезпеченні бойових дій, а часом навіть безпосередньо у бойових діях.
Рівноправність статей закріплено законами країни, жінки можуть голосувати і займатися політикою.
До незалежності країни практично всі жінки були безграмотними внаслідок французької політики, за якою все місцеве населення позбавлялося права здобувати освіту. В країні донині рівень грамотності серед жінок від 40 років залишається низьким. Сучасні жінки користуються значно вищими правами, ніж у сусідніх країнах: успадковувати майно, розлучатися, зберігати опіку над дітьми, здобувати освіту і роботу в багатьох секторах суспільства. Жінки становлять 70 % юристів Алжиру і 60 % суддів. Вони також домінують в галузях медицини, охорони здоров'я і науки. Станом на 2007 рік 65 % студентів університетів складають жінки, і 80 % з них влаштовуються на роботу. Також алжирки першими в арабському світі отримали право працювати водійками таксі та автобусів. Вони грають все більшу роль у поліції і секторі безпеки.
Однак у країні залишаються істотні проблеми в галузі жіночих прав, зокрема, тільки в 2012 році вперше в історії країни набув сили вирок чоловікові за сексуальні домагання. Подружнє зґвалтування не розглядається алжирським законодавством. Важливу роль у нехтуванні жіночими правами відіграє висока корупція в країні.

### Марокко
За даними медіакомпанії Thomson Reuters на 2013 рік, Марокко серед арабських країн займає 8 місце з 22 щодо прав жінок. До проголошення незалежності всі жінки були прив'язані до своїх сімей або до гаремів; для того, щоб вийти на вулицю, вони повинні були отримати дозвіл від чоловіка-опікуна. В одруженої жінки був вищий статус, при цьому з віком він ставав ще вищим. Основною діяльністю жінок була хатня робота, вишивання, створення прикрас. Жінки мали можливість відвідувати школи з читання Корану, а також зазвичай відвідували громадські жіночі лазні-хамам. Існування гаремів зійшло практично нанівець після здобуття незалежності Марокко від Франції 1956 року. Після цього жінкам надане право отримувати освіту, окрім ісламознавства, в галузі науки. 2004 року жінки отримали право на розлучення, опіку над дітьми і спадкування майна. Жінки становлять 17 % парламенту.
90 % дівчат вступають в шлюб до 18-ти років. Закон країни передбачає покарання за приховування жінки, яка втекла від чоловіка. 66 % жінок у віці від 15 до 49 років неписьменні. 2008 року за 3 місяці було зареєстровано 17 000 випадків зґвалтування, 78,8 % з яких було скоєно чоловіками в сім'ї. Під час статевого контакту жінки можуть використовувати контрацепцію тільки з дозволу чоловіка.

### Лівія
Лівія, за даними медіакомпанії Thomson Reuters (2013), займає серед арабських країн 9 місце з 22 щодо прав жінок. Серед 200 представників генерального національного конгресу 33 є жінками. 28 % жінок працюють. З 2013 року жінок позбавлено права одружуватись з іноземцем. Мінімальний вік жінки для вступу в шлюб становить 20 років, якщо вона не отримала дозволу від батька або чоловіка-родича. Багато жінок стають жертвами насильства з боку чоловіка. До 99 % жертв зґвалтування, які подають до суду, пізніше знімають звинувачення на вимогу лівійських чиновників.

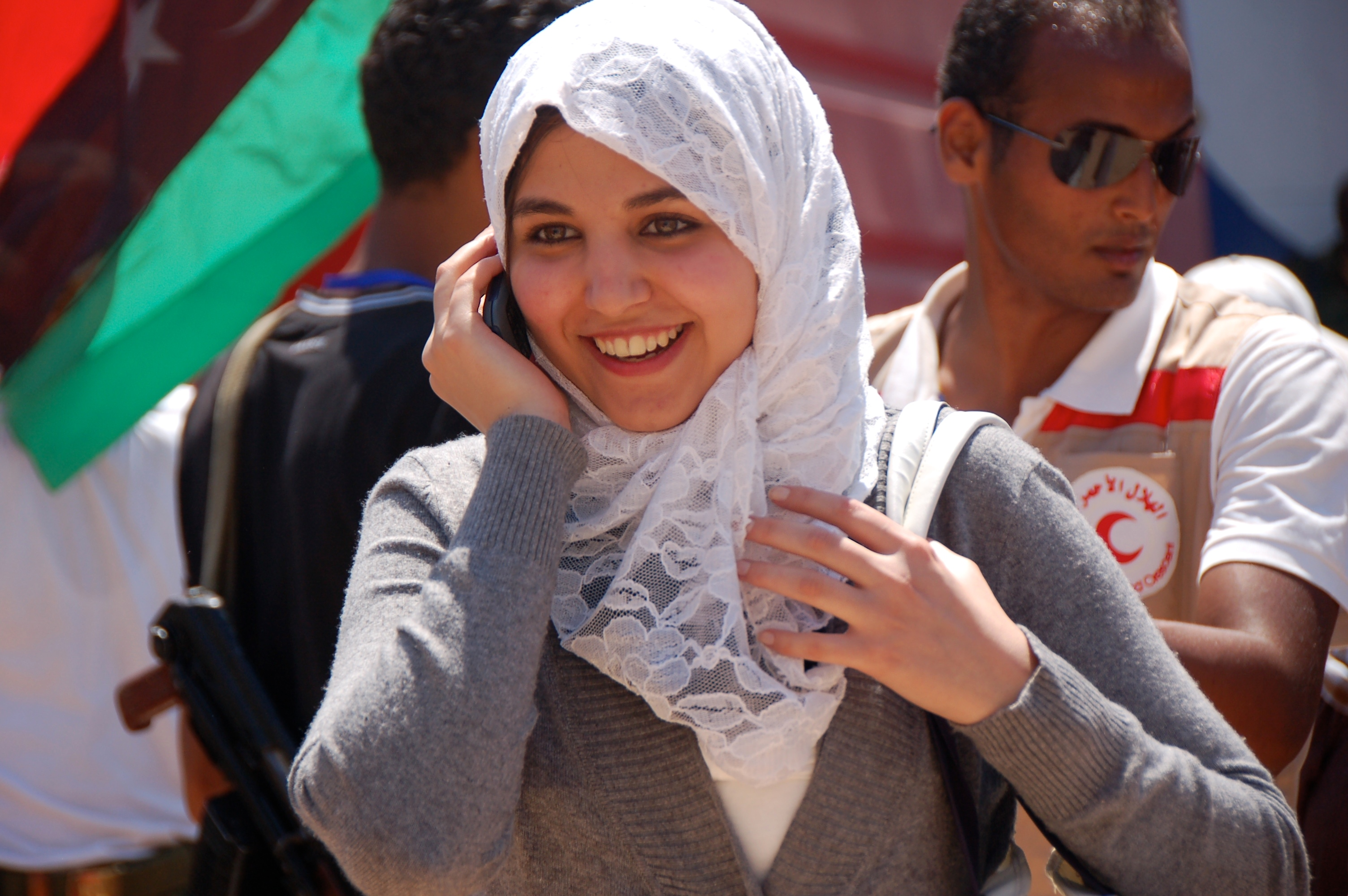
Лівійська дівчина, 2011 рік

Історично лівійки, відповідно до племінних та ісламських законів, були значно обмежені в правах. Їх роль зводилася до домогосподарства і догляду за дітьми, а останній лівійський король Ідрис I публічно засуджував жіночу освіту.
Ситуація кардинально змінилася після революції в 1969 році: новий уряд вжив реформи, які наділяли жінок широкими правами, оскільки був зацікавлений в залученні нової робочої сили, якої катастрофічно не вистачало в країні. Вступили в силу закони, що забороняють дівчатам вступати в шлюб до 18 років. 1973 року жінка отримала юридичне право на розлучення. Реформи призвели до жіночої емансипації, яка яскраво відбивалася на поколіннях: якщо літні жінки вважали за краще повністю закриту чадру, то містянки до 30 років одягалися більш відкрито, надаючи перевагу національним костюмам перед західним одягом[прояснити]. У наш час[коли?] міська жінка в вуалі — вкрай рідкісне явище. Незважаючи на це, до кінця 1980-х жінки були відсутні на високих державних постах. 1980 року зайнятість серед жінок становила 7 % від робочого населення, в сільській місцевості ця частка сягала 46 % (в галузі сільського господарства). Найпрестижнішою роботою вважалася професія лікарки. Незважаючи на державну підтримку, жінкам було вкрай складно знайти офісну роботу через культурні переконання, що жінки і чоловіки не повинні працювати разом. Новий уряд розробив закони, що заохочують жінку до вступу в шлюб і продовження роду: зокрема, жінка отримувала грошову премію на кожну народжену дитину, а також могла безкоштовно віддавати її в дитячий садок. При досягненні 50-річного віку жінка могла йти на пенсію. За даними на початок 2000-х зайнятість серед жінок становила 20 %, а в 2006 році — 27 %. Якщо серед осіб з вищою освітою 1966 року частка жінок становила лише 8 %, то до 1996 року вона збільшилася до 43 %.

### ОАЕ
Об'єднані Арабські Емірати, за даними медіакомпанії Thomson Reuters (2013), займають за правами жінок серед арабських країн 10 місце з 22. На міжнародному рівні — 109 місце з 148 країн за статевою рівністю. Якщо в питаннях зайнятості та освіти жінки мають найширші можливості, то особисте життя і сексуальне насильство залишаються актуальною проблемою.
До 1960 року жінки не мали можливості зайнятися будь-чим за межами дому та сім'ї. Ситуація почала змінюватися після виявлення в країні великих запасів нафти. Перший президент Заїд бін Султан Аль Нахайян вперше дав можливість жінкам працювати і відкрив початкові школи для дівчаток. Важливу роль у просуванні жіночих прав зіграла дружина президента — Фатіма, яка очолювала жіночу федерацію і сприяла тому, щоб все більше жінок і дівчат могли здобувати освіту. 1988 року жінки становили 6,2 % робочої сили країни, більшість з яких працювало в галузі освіти та охорони здоров'я.

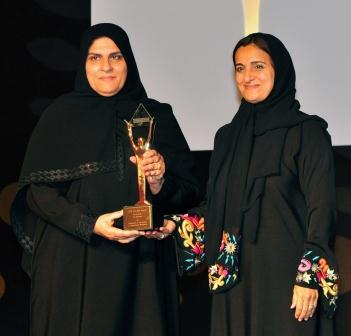
Еміратські підприємиці

Починаючи з 1960-х, внаслідок заохочення жіночої освіти в сім'ях, тільки в період від 1990 до 2004 року кількість випускниць вищих навчальних закладів подвоїлася. 2007 року грамотність серед жінок досягла 90 %. Після закінчення середньої школи 77 % дівчат вступають до закладів вищої освіти і становлять 75 % від загального числа студентів національного університету Аль-Айн. 60 % випускниць вищої школи йдуть працювати за професією. Жінки займають 1-2 % керівних посад, 20 % адміністративних посад, 35 % від національної робочої сили і 80 % у сфері домашнього господарства. Також у країні найвищий рівень жіночої зайнятості — 59 % (14 % від усього робочого населення). На фондовій біржі Абу-Дабі 43 % інвесторів становлять жінки, а до асоціації еміратських бізнесвумен міста входять 14 000 жінок. 2006 року жінки становили понад 22 % від Федеральної національної ради. 2008 року їм дозволено ставати суддями. Станом на 2013 рік в країні було 2 жінки-судді. Жінки, на відміну від більшості арабських країн, можуть вільно вступати до урядових відомств, зокрема й до поліції (і водити поліцейські машини).
Найзначнішим досягненням рівності в ОАЕ і навіть у регіоні є безпосередня присутність жінок у збройних силах, які брали участь у війні в Перській затоці 1991 року.
Однією з головних проблем залишається сексуальне насильство, заклопотаність яким висловлюють багато правозахисних організацій. Немає чітких законів, які захищали б жінку від сексуального насильства, оскільки нерідко жертву саму карають в суді за перелюб. Кожна друга жінка через страх покарання не повідомляє в поліцію про зґвалтування. Зокрема 2008 року австралійку, яка працює в ОАЕ і стала жертвою ґвалтівника, було ув'язнено на 8 місяців за «позашлюбний секс». А місцева жінка відмовилася від свого твердження, що її звалтували 6 чоловіків, під загрозою бути побитою за перелюб. Надя Халіда, представниця організації Human Rights Watch, стверджує, що замість того, щоб розслідувати акти зґвалтування, поліція вважає за краще карати і переслідувати жертву. Еміратській жінці заборонений шлюб з не-мусульманом. Жінку, що народила позашлюбну дитину, можуть заарештувати, посадити у в'язницю і навіть депортувати. Жінки, які надають послуги домробітниць, мають високий шанс стати жертвою сексуального рабства.

### Мавританія
Мавританія, за даними медіакомпанії Thomson Reuters (2013), займає 11 місце з 22 за правами жінок серед арабських країн. За статевою нерівністю з 248 країн посідає 139 місце.

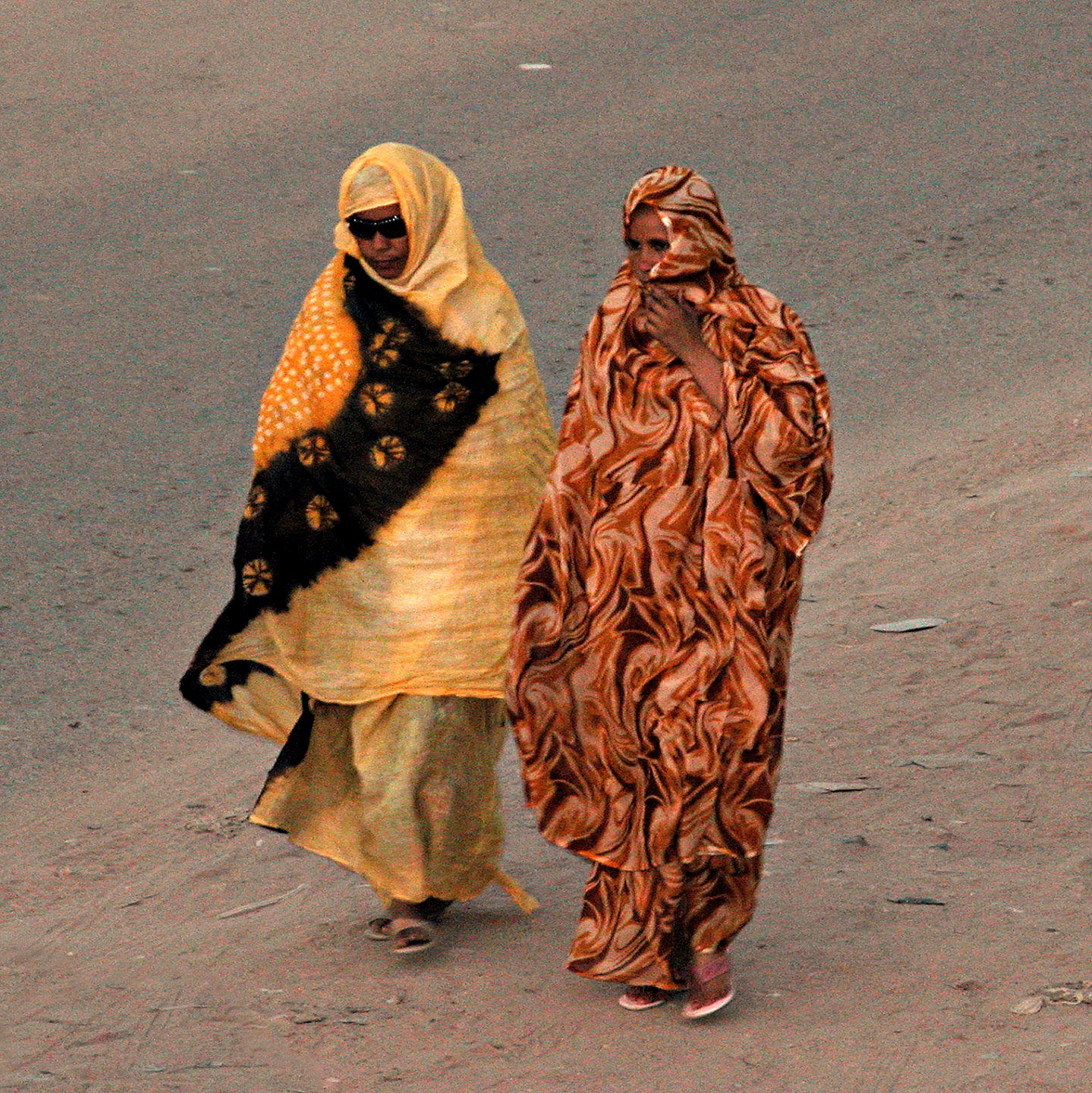
Мавританські жінки

До 1980 року жінки Мавританії жили за суворими законами шаріату; під впливом реформ у країнах Магрибу в країні почався рух з прав жінок у соціальній та економічній галузях. Дівчата переважно навчаються вдома вести домашнє господарство, також існують жіночі школи з навчання Корану і мінімальним навичкам письма.
У всіх списках серед кандидатів на вибори жінки мають квоту 20 %. 29 % робочого населення становлять жінки. 69 % жінок — обрізані. За традицією дівчаткам калічать геніталії в місячному віці. Красивими вважаються повні жінки, оскільки повнота історично була ознакою престижу і багатства. Товста дівчина має вищий шанс шлюбу з чоловіком з заможної родини, тому нерідко дівчинку з 8 років починають відгодовувати висококалорійною їжею, часом примусово. Останнім часом все більшою популярністю користуються гормональні таблетки, які сприяють додатковому накопиченню жиру. Однак наслідки від них можуть залишатися вкрай важкими: від серцевої недостатності до інфаркту або психічних розладів. Жінки з чорних громад не дотримуються строгого ісламського дрес-коду, їх костюми можуть бути яскравими, з золотими, срібними та бурштиновими прикрасами. Одяг жінки може говорити про її соціальне становище, під час свят жінка може по кілька разів змінювати костюм.
20 % жінок є заручницями своїх сімей. Практично всі шлюби відбуваються за договором між сім'ями, одружена жінка потрапляє у власність сім'ї чоловіка. Широко розповсюджене багатоженство і жіноче невільництво. Дуже часто шлюби відбуваються всередині кланів, навіть між родичами, двоюрідними братами/сестрами за умови, що їх не вигодовувала молоком одна жінка. Жінка може одружитись тільки з мусульманином. У Мавританії частіше, ніж в інших арабських країнах, розлучаються подружжя, а жінка може бути зганьблена, якщо її засудила сім'я. Якщо жінка вступає в повторний шлюб, вона позбавляється права опіки над своїми дітьми від першого чоловіка. За законом жінка може укладати максимум 3 шлюби.
Судові свідчення жінки важать вдвічі менше за свідчення чоловіка. Жінка отримує вдвічі менший спадок, ніж чоловік-родич. Нерідко жінка і зовсім позбавляється права на спадщину, коли починає жити в родині чоловіка, і її саму можуть «передавати у спадок» родичам чоловіка-опікуна, наприклад, чоловік може отримати дружину покійного брата, яка належатиме йому, незалежно від вибору жінки.

### Бахрейн
Бахрейн, за даними медіакомпанії Thomson Reuters (2013), займає 12 місце з 22 за правами жінок серед арабських країн і 45 місце серед 148 країн світу за статевою нерівністю. Держава Бахрейну офіційно заперечує наявність законів, що утискають жіночі права у сферах політики, успадкування, громадянства, свободи і сімейного життя. В сучасному суспільстві жінки широко представлені в різних професіях і місцях роботи.

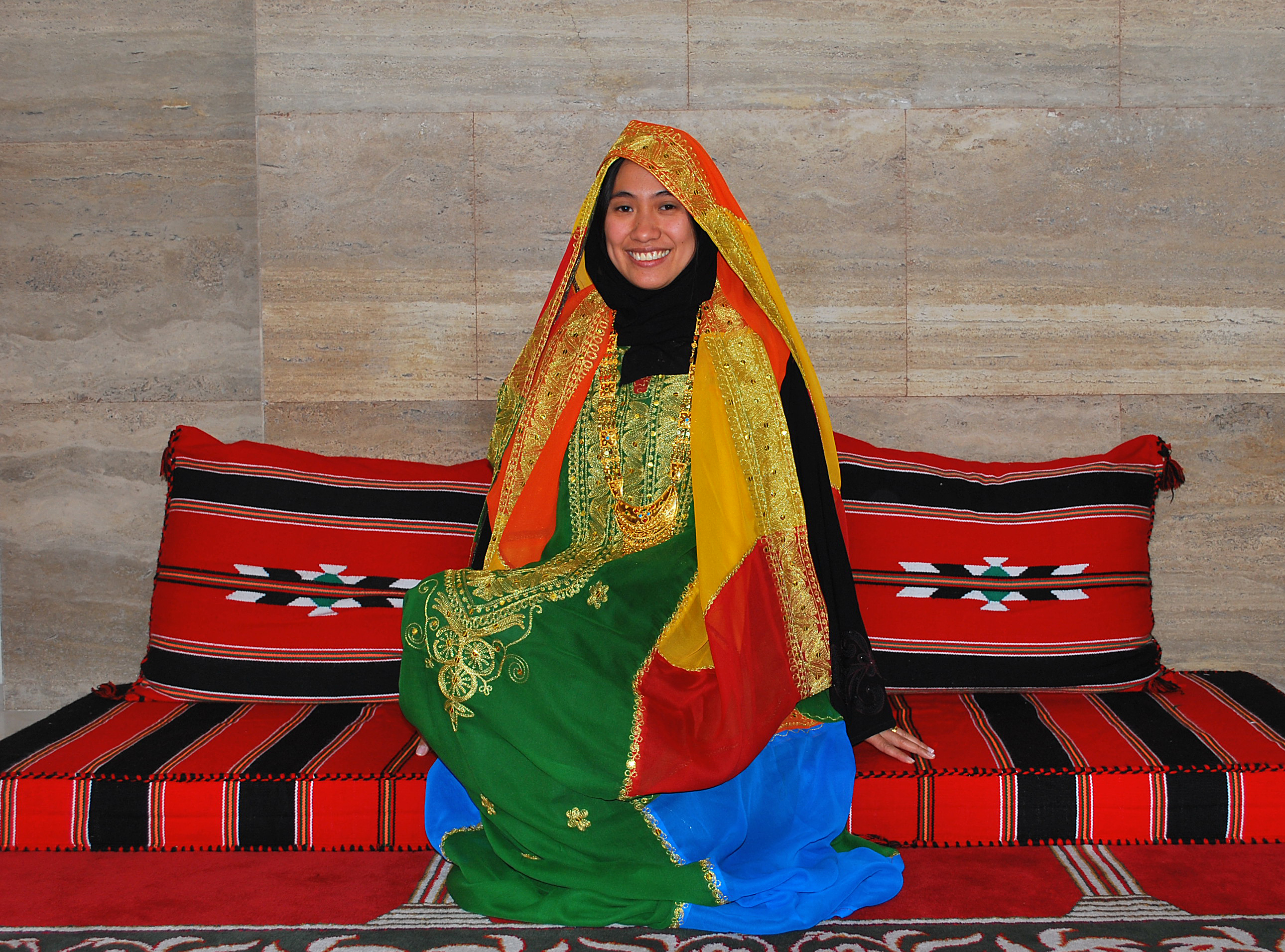
Бахрейнська жінка в традиційному весільному костюмі

До 1960-х країна жила за суворим шаріатом, основна діяльність жінок зводилася до домашнього господарства і догляду за дітьми, жінки нерідко могли допомагати в роботі чоловікам; жінки з багатих сімей звільнялися від подібних зобов'язань, за них роботу виконували служниці або невільниці. Бахрейнські жінки славляться традиційною вишивкою по тканині. Першу світську школу для жінок відкрито 1928 року, найпершою серед країн Перської затоки. У 1950-х ряд бахрейнок вирушили вчитися в Єгипет, Бейрут і Ліван, щоб стати вчительками. 1959 року в Бахрейні відкрито перший жіночий медичний коледж. Бахрейн став першою країною Перської затоки, яка має свою жіночу організацію. Жінки отримали право голосу 2002 року.
За останні 30 років[уточнити] можливості жінок у сфері роботи, медицини, освіти значно розширилися. За даними на 2013 рік, 40 % жінок працюють, що становить 19 % від загального числа робочого населення.
Більшість жінок Бахрейну носять чадру «джеллабія». Консервативніші мусульманки, а також жінки, від яких цього вимагає чоловік, можуть надягати нікаб, що покриває все обличчя, крім очей, або повністю приховувати обличчя. Більш світські жінки випускають з-під хіджабу волосся. Хоча фарбувати нігті і користуватися косметикою вважається неприйнятним з точки зору етики, жіноча косметика набирає популярності в Бахрейні.
Мінімальний шлюбний вік жінки 15 років. Згідно з ісламськими приписами, голос жінки в суді має вдвічі меншу цінність, ніж чоловіка. 30 % жінок зазнають домашнього насильства з боку чоловіка. У країні відсутній закон про особистий статус жінки і сімейне право, як наслідок, жінки в Бахрейні фактично позбавлені офіційно права на спадщину, опіку та розлучення. Такими справами, як правило, займаються шаріатські суди, які орієнтуються на ісламські приписи, однак вони можуть їх по-різному інтерпретувати і, як правило, стають на бік чоловіка. З цією проблемою активно бореться «верховна рада у справах жінок», організовуючи жіночі мітинги, проте їм активно перешкоджає консервативне ісламське духовенство країни, не зацікавлене в наданні нових прав жінкам, стверджуючи, що створення жіночого кодексу буде суперечити ісламським і культурним цінностям країни.

### Джибуті
Джибуті, за даними медіакомпанії Thomson Reuters (2013), займає серед арабських країн 13 місце з 22 щодо прав жінок. Першу жінку допущено до парламенту 2003 року. 2013 року жінки становили 11 % від Національної Асамблеї, вони також становлять 38 % від робочої сили населення. Хоча за законом дівчина може вступити в шлюб не раніше 18 років, дитячі шлюби практикуються в країні повсюдно. В Джибуті відсутні закони, що карають чоловіків за сексуальне насильство, а повсюдне насильство і пригнічення жінок є частиною культури сучасного суспільства. Вплив жінок у політиці, роботі та бізнесі залишається вкрай низьким. У країні за межами столиці практично неможливо дістати протизаплідні засоби. 93 % жінок є обрізаними, вони також схильні до підвищеної смертності, особливо в регіонах, де відсутня медицина. Багато жінок залишаються господинями в своїх сім'ях, оскільки багато чоловіків працюють за кордоном або виїжджають туди жити.

### Сомалі
Сомалі, за даними медіакомпанії Thomson Reuters (2013), займає за правами жінок 14 місце з 22 серед арабських країн. Серед представників федерального парламенту жінки становлять 14 %.
Понад 45 % жінок було видано в шлюб до 18 років. На територіях, непідконтрольних терористам, жіноча зайнятість становить 39 %, тоді як в захоплених ісламістами (Харакат аш-Шабааб) регіонах жінки не мають права працювати. Компенсація за вбиту жінку вдвічі менша, ніж за чоловіка. Жіноча смертність у пологах становить 1200 осіб зі 100 000 (кожна 83-тя), Сомалі займає перше місце з пологової смертності. В країні широко практикується викрадення жінок з таборів біженців всередині країни. Тільки 2012 року зареєстровано близько 1700 випадків. У житті жінки ключову роль, як і раніше, займає клан, а шлюби укладаються в рамках ендогамних звичаїв, тобто всередині клану. Дослідження показали, що кожен другий шлюб відбувається всередині клану. 1975 року в Сомалі введено закони, що дають жінці право на рівний поділ майна, розлучення і виняткове право на володіння своєю власністю.
Традиційним одягом сомалійських жінок є гунтіїно, довга смуга яскравої, прикрашеної кольоровими і золотими нитками, тканини, яка обгортається навколо тіла. Також жінки традиційно прикрашали себе срібними та золотими браслетами. Одружені жінки одягали яскраві головні убори — шаш і надягали на верхню частину тіла шаль, відому, як гарбасаар. В останні десятиліття з ростом ісламського фундаменталізму жінки перейшли на арабську чадру, яка покриває «мішком» все тіло, крім обличчя.

### Палестинські території

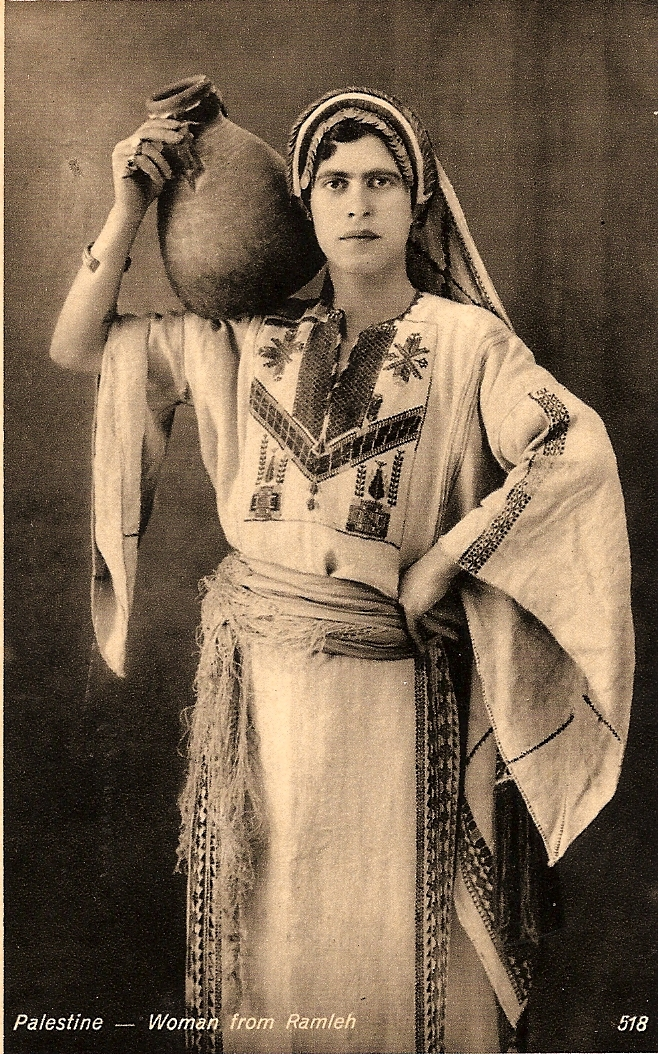
Палестинка — арабка-християнка в традиційному костюмі з Рамли, 1920-ті роки

Палестина, за даними медіакомпанії Thomson Reuters (2013), займає 15 місце з 22 за правами жінок серед арабських країн. Жінки отримали право голосу 1996 року. Серед жінок зайнятість становить 17 %, і лише 7,4 % з них є неписьменними. Мінімальний шлюбний вік становить 15 років, у Газі — 17 років. Головна роль жінок зводиться до домашнього господарства і догляду за дітьми, в суспільстві домінують чоловіки, а жінки мають нижчий соціальний статус. Народження хлопчика є значно радіснішою подією в сім'ї і основним пріоритетом жінки.
З середини 70-х років деякі жінки почали отримувати вищу освіту, зважаючи на попит на ринку праці. Освічена жінка має більше шансів на шлюб з заможним чоловіком, а також може фінансово забезпечувати себе за відсутності чоловіка/родича. Палестинки відомі створенням численних національних і феміністичних організацій, які створювалися спочатку для боротьби проти експансії Ізраїлю. Організації розташовані також в Йорданії, Сирії та Лівані.
Палестинські жінки залишаються найбезправнішим класом палестинського суспільства через нестабільність у регіоні і культурні та релігійні особливості палестинських арабів. Зокрема, серед чоловіків широко практикується вбивство жінок в ім'я честі, при цьому дискримінація жінок є безпосередньою частиною сучасного палестинського суспільства, а будь-які спроби розширити права жінок йдуть врозріз з його цінностями. Кожна друга одружена жінка, за даними на 2011 рік, зазнавала насильства в сім'ї. 76,4 % жінок зазнають морального приниження з боку чоловіків, 78,9 % — соціального насильства, 34,8 % — побиття і 14,9 % сексуального насильства. Насильство проти жінок особливо поширене в секторі Гази, підконтрольної ісламістам, чоловіки можуть бити дружин за дрібні проступки або погрожувати вбивством за спробу скарги. 66 % жінок, над якими знущаються чоловіки, продовжують мовчати, 37,7 % втікають до родичів, і лише 0,7 % звертаються до жіночих правозахисних організацій. Амаль Сіам, представниця жіночої організації, пояснює це тим, що палестинське суспільство категорично засуджує жінок, які скаржаться на чоловіків, вважаючи це грубим і непристойним вчинком. Поліція може розслідувати випадок насильства, тільки якщо жінка надасть медичну довідку про побої з боку чоловіка.

### Ліван
Ліван, за даними медіакомпанії Thomson Reuters (2013), посідає 16 місце з 22 за правами жінок серед арабських країн і 78 місце з 148 країн за рівністю статей.

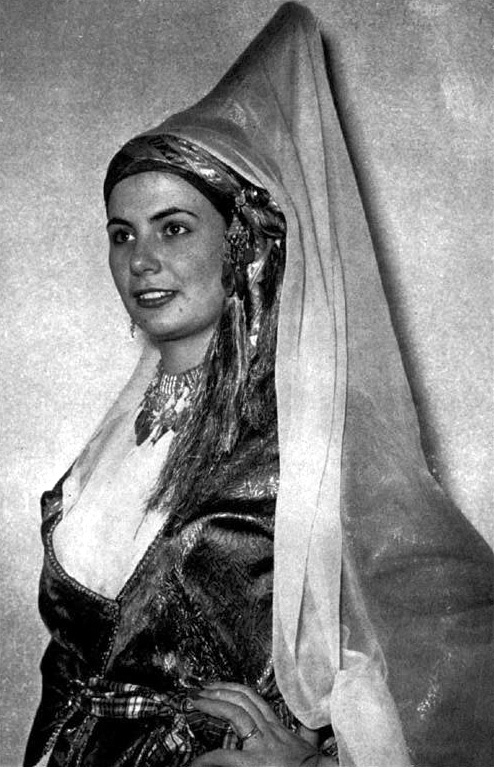
Жінка зі знатної сім'ї, 1955 рік.

За даними на 2013 рік у країні є 3 міністерки, перша з яких вступила на посаду 2004 року. Серед жінок зайнятість становить 54 %. Жінки офіційно мають право голосувати, працювати та отримувати освіту. У Лівані проживає значна кількість християн, і закони, приписані жінці, можуть залежати від її релігії. Зокрема, якщо жінка з мусульманської родини, вона отримує вдвічі меншу спадщину, а чоловік-мусульманин може за законом мати кілька дружин, однак це практикується досить рідко, оскільки є соціальним клеймом мусульманської спільноти. Мінімальний щлюбний вік становить 12,5 років. Оскільки кожній релігії надаються власні суди, православні жінки мають вищий шанс розлучитися, мусульманським жінкам зробити це значно складніше, але найгіршим лишається становище мароніток.
В християнських і мусульманських спільнотах панівне становище займає чоловік, він же є беззаперечним головою сім'ї і законним опікуном дітей і дружини. Закони країни не передбачають кримінальної відповідальності за насильство в сім'ї та за сексуальне домагання на робочому місці, а державна політика не вживає серйозних заходів з поліпшення жіночих прав. Після війни в Сирії багато біженців перебралися до Лівану, і сирійок стали масово ґвалтувати через їх найбільш уразливе становище, оскільки вони не мали дому і перебували у пошуку засобів існування. Становище жінок значно краще в Бейруті та інших великих містах країни.
Жінка не має права приймати громадянство чоловіка-іноземця. Аборти заборонені, за винятком ситуацій загрози життю матері. За аборт жінка ризикує потрапити на 7 років до в'язниці. В іншій ситуації ґвалтівник може одружитися з жертвою і таким чином звільняється від судового переслідування. Великою перешкодою для жінок, що бажають займатися політикою, є повсюдна корупція в країні і практика панібратства серед політиків-чоловіків.
Ліван є однією з небагатьох арабських країн, де дозволена пластична хірургія для жінок, що робить цей бізнес в країні дуже прибутковим. Щороку в країні з населенням 4,2 мільйона осіб проводиться 1,5 мільйонів пластичних операцій, більшість клієнток прибувають з інших арабських країн. Також виникають численні суперечки щодо ліванських косметичних товарів і хірургічних інструментів, які закуповуються в Ізраїлі, на тлі того, що більшість арабів (зокрема жінок) з етичних та релігійних міркувань бойкотують ізраїльські товари.

### Судан
Судан, за даними медіакомпанії Thomson Reuters (2013), займає 17 місце з 22 щодо прав жінок серед арабських країн. Серед представників національної асамблеї країни 25 % становлять жінки. Займає 129 місце зі 148 країн за ознакою рівності статей. Згідно із законом, жінок, які "погано покривають своє тіло", можуть заарештувати і відшмагати. 38 % жінок неписьменні, і 12,1 мільйонів — обрізані.

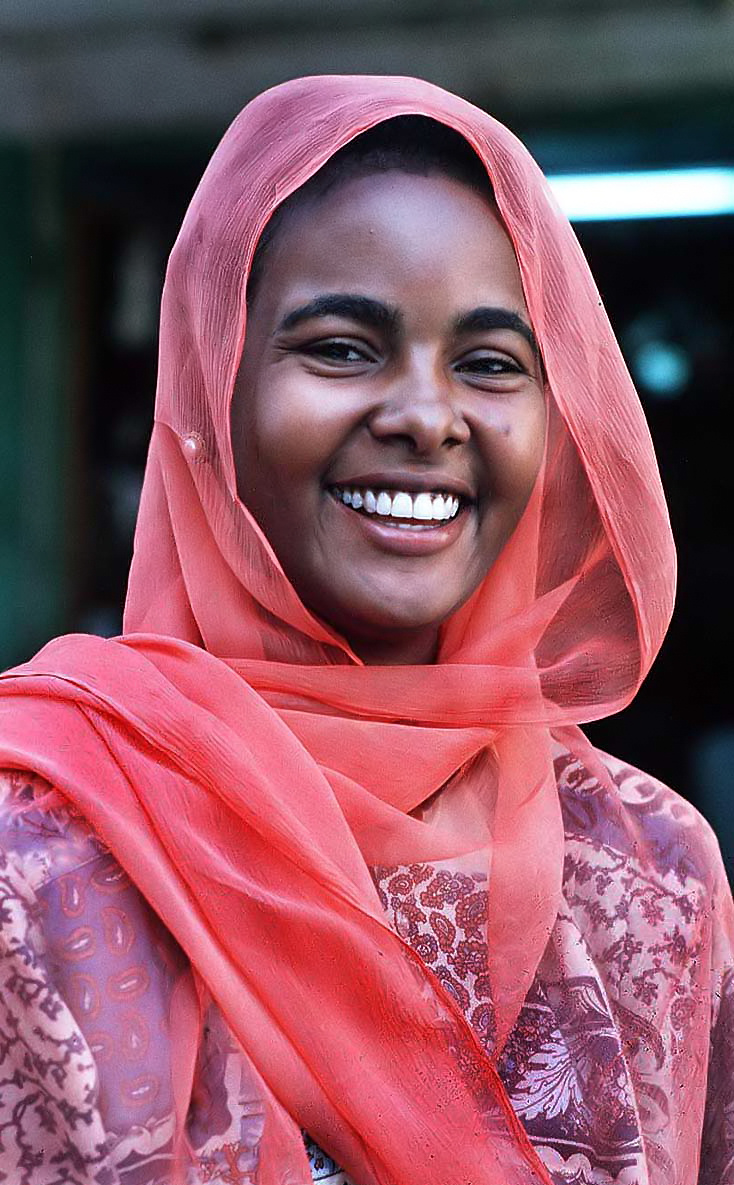
Суданська дівчина, 2005 рік

Права жінок Південного Судану, де переважають християнство і місцеві релігії, теж незадовільні, але значно вищі, порівняно з Суданом. Судан є однією з кількох країн, яка не підписала конвенцію про ліквідацію всіх форм дискримінації щодо жінок, мотивуючи тим, що це суперечить ісламським цінностям і приписам.
Деякі спроби поліпшення становища робили в 70-ті, коли проводилися програми поліпшення добробуту жінок. 1983 року в країні з'явився перший союз домогосподарок, мета яких є полегшення доступу до споживчих товарів для жінок за нижчою ціною.
Суданське суспільство продовжує жити за консервативним культурними і релігійними законами. Важливу роль у цьому відіграли численні конфлікти і зіткнення в країні, які відбуваються вже з середини XX століття. Це призвело до радикалізації ісламського населення, серед якого стали розвиватися ідеї ісламського фундаменталізму — «повернення до справжньої культури» та викорінення всіх традицій, що суперечать ісламським приписам, які «послаблюють мораль жінки», а саме: максимальне обмеження участі жінок у суспільному житті, пропаганда ролі жінки як домогосподарки. Дівчаток законно беруть в шлюб вже з 10 років. 32 % дівчат видали в шлюб у віці 18 років. Вдова може повторно одружитись лише за умови, що відмовиться від своїх дітей, залишивши їх під опікою родичів покійного чоловіка. В країні практикується безліч ритуалів, не пов'язаних з ісламом, які жінки повинні проводити під час пологів, весілля, смерті близьких, щодня, навіть під час роботи. Наприклад, на весіллі під час святкування жінка повністю присвячує час численним ритуалам.

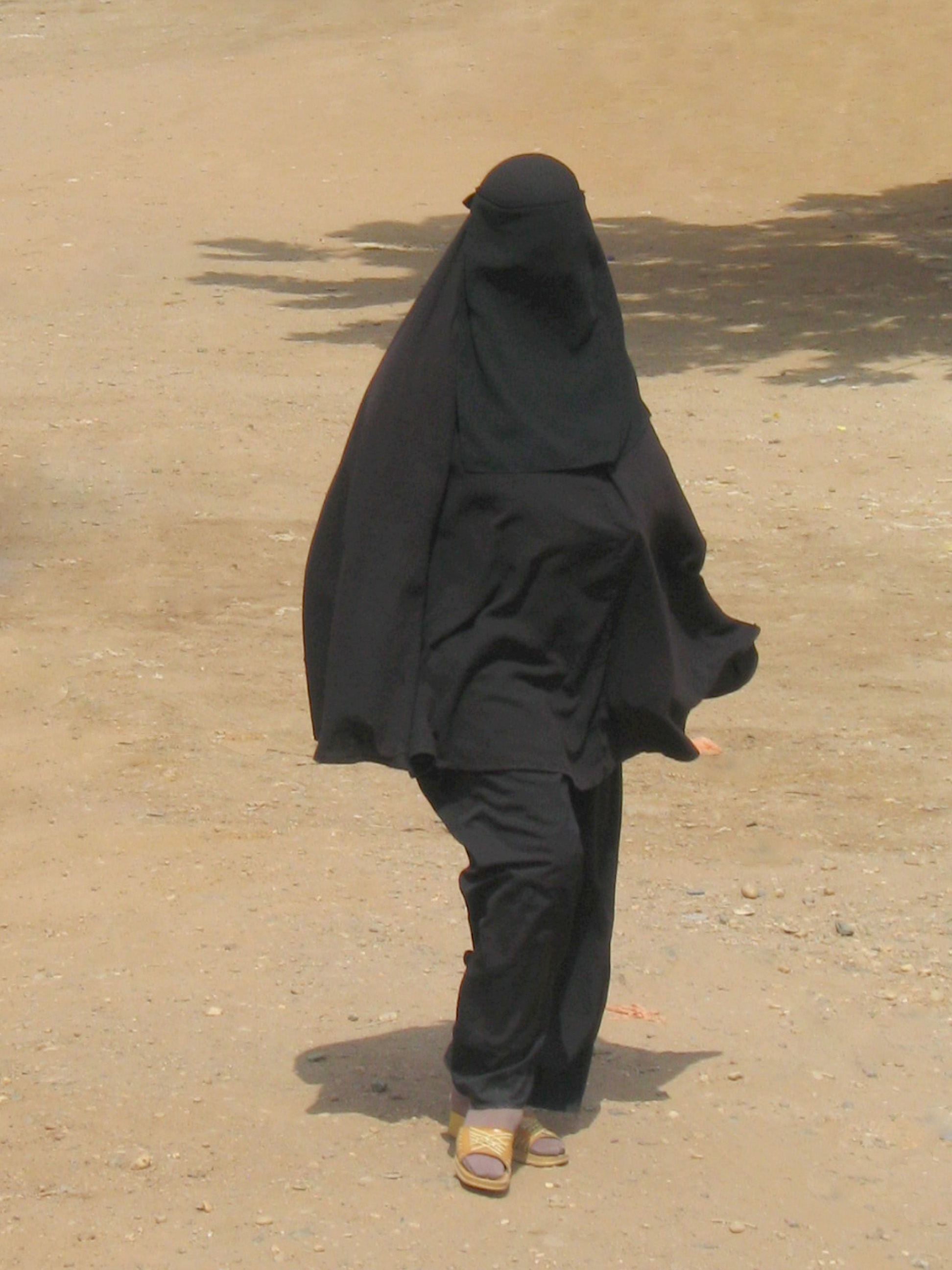
Суданська жінка в чадрі, 2009 рік

Якість освіти залишається для дівчаток дуже низькою і зводиться до простих навичок письма, читання й іноді арифметики. Більшість дівчаток залишають школи при настанні перехідного віку. Кількість дівчат, які отримали середню освіту, становить 12,8 %, однак ця цифра не може вважатися достовірною, оскільки якість середньої освіти для жінок залишається вкрай низькою. Жінка отримує менш якісні медичні послуги, ніж чоловік, смертність під час пологів становить 720 на 100,000 пологів. Жінки працюють переважно в галузі сільського господарства, 78 %-90 % жінок у традиційному секторі, отримуючи гроші на прожитковий мінімум. Вони відіграють дуже важливу роль у сільській економіці країни. Однак під час модернізації сільського господарства вважається небажаним залучати в цю модернізацію жінок, а держава намагається переконати сільських дівчат, що їх діяльність не є роботою. Лише 10 % працюючих жінок користуються сучасною технікою. На одному заводі 1981 року жінки-працівниці отримували близько 70 % від чоловічої заробітної плати.
У північних регіонах широко практикується жіноче обрізання, оскільки необрізана жінка вважається «нечистою» і схильною до перелюбу. Також широко практикується зашивання геніталій жінки, які після одруження розрізаються. Обрізання на півдні серед немусульман не практикується. Хоча іслам не пропонує жінкам обрізатися, в Судані це повсюдно практикується, особливо під тиском жінок старшого покоління.
За доповідями ООН, 2005 року в регіоні Дарфур, де практикувалося повсюдно сексуальне і фізичне насильство над жінками, працювали недержавні організації, які прагнули допомогти потерпілим жінкам. Однак їх практично всі розпустили під тиском уряду, який характеризував діяльність організацій як незаконну і таку, що підриває культурні цінності мусульманського суспільства.

### Ємен
Ємен, за даними медіакомпанії Thomson Reuters (2013), серед арабських країн на 18 місці з 22 щодо прав жінок і на останньому в світі за ознакою рівності. Хоча спроби надати нові повноваження жінкам робилися в Ємені поряд з Оманом, ОАЕ, Бахрейном і Катаром ще в 1960-ті, вони не увінчалися успіхом через слабкість і нестабільність економіки країни, яка залишилася єдиною злиденною і нерозвиненою країною на Аравійському півострові.

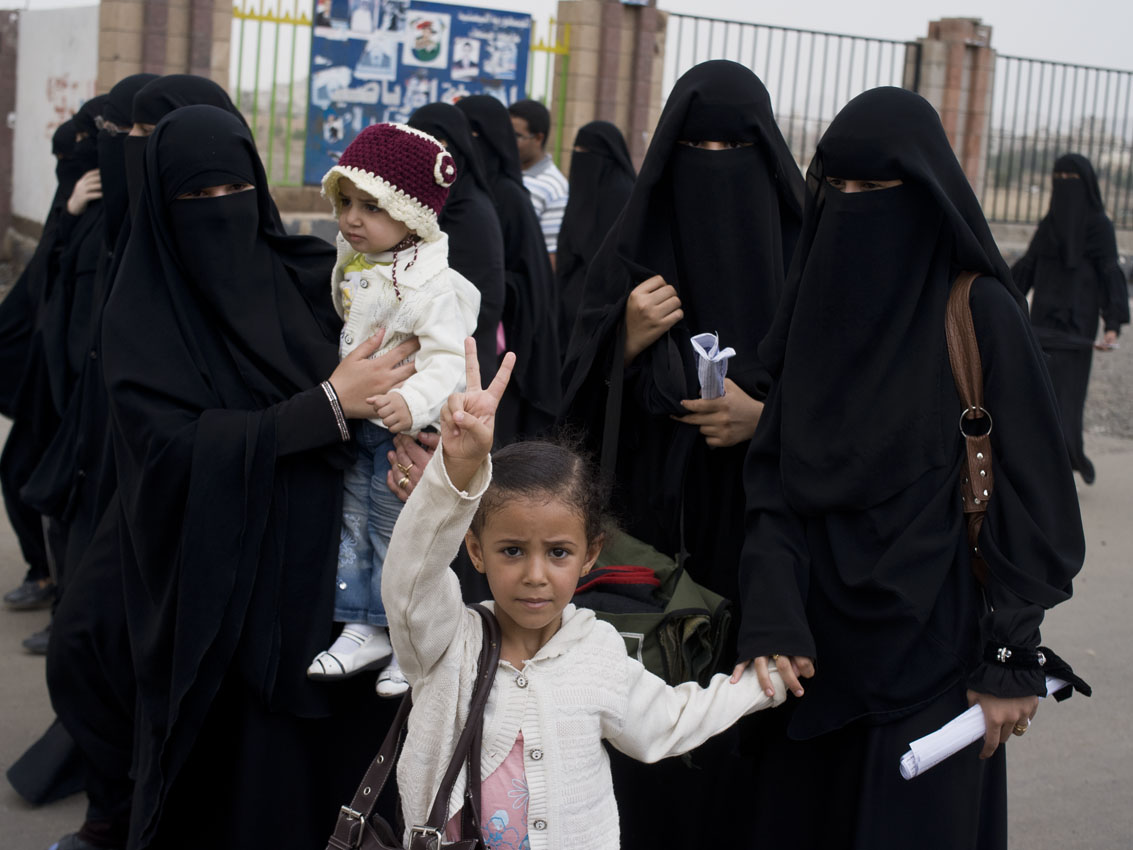
Єменські жінки в Сані, 2011 рік

В сучасному єменському суспільстві жінки продовжують жити за суворими племінними культурними і релігійними звичаями. Переважна більшість жінок неписьменні.
Від 1990 року конституція Ємену передбачає, що всі громадяни вважаються рівними перед законом і що «Кожен громадянин має право на участь у політичному, економічному, соціальному та культурному житті країни». Проте стаття 31 передбачає, що «у жінок є права і обов'язки, які повинні виконуватися згідно з законом шаріату». Цей закон зводить рівність жінок до нуля, оскільки закони шаріату можуть інтерпретуватися по-різному і бути базою для безлічі дискримінаційних обмежень для жінок. Жінки значно обмежені і в сімейному праві, зокрема, вони не можуть одружитись з іноземцем без дозволу родини і держави. Також, якщо жінка має дитину від іноземця, але розлучена з ним, дитина отримує громадянство після досягнення 19-літнього віку. Якщо чоловік може в будь-який момент розлучитися без виправдання, жінка для цього має пройти процес судового розгляду, при цьому її голос оцінюється в 2 рази нижче, ніж чоловічий. Також жінці заборонено давати свідчення у справах про перелюб, наклеп, крадіжку або содомію. Лише 36 % породіль отримують акушерські послуги.
За даними на 2003 рік, 30 % жіночого населення було письменним. За повідомленням Freedom House, у сільських районах до початкової школи було зараховано 73 % хлопчиків і лише 30 % дівчаток, з них лише 53 % закінчують початкову школу. Це пов'язано з тим, що батьки дівчаток не вважають важливим для майбутньої домогосподарки мати освіту. Хоча трудовий закон забороняє дискримінацію за ознакою статі, жінки повсюдно стикаються з обмеженнями і приниженнями на робочих місцях.

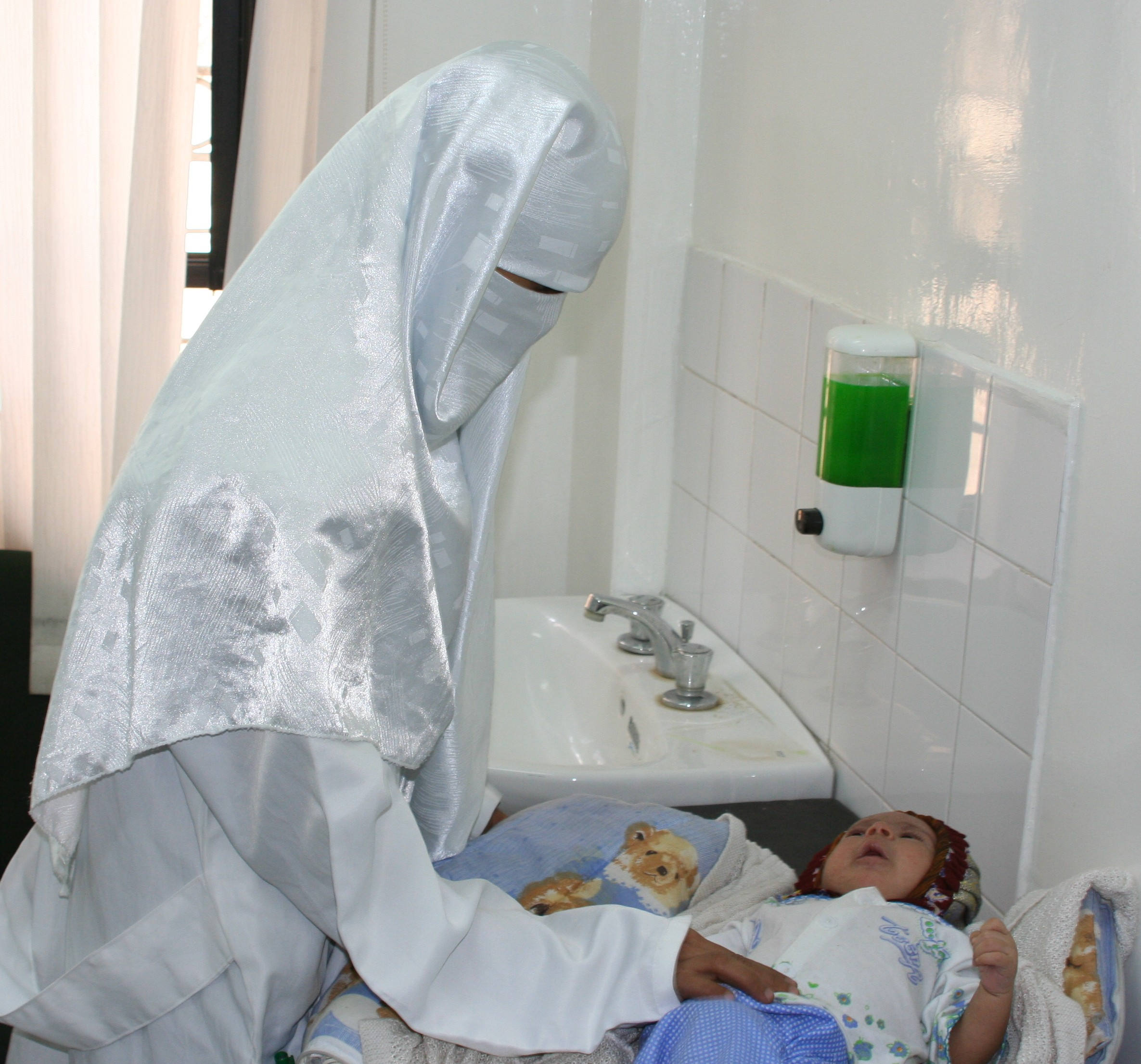
Єменська лікарка, 2006 рік

В країні політичні посади займають 5 жінок[коли?]. Єменські жінки брали участь у парламентських виборах як виборчині, а також кандидатки[коли?]. Однак з 1993 по 2003 рік кількість жінок у парламенті впала з 11 до 1. Єдина міністр Сулеймані стверджує, що зазнає принижень з боку політиків-консерваторів, які висловлюють відкрите невдоволення наявністю жінки в політиці і грубо натякають, що її місце вдома на кухні. Консервативні політики-мусульмани є головною причиною сучасної ситуації в країні, оскільки запобігають будь-яким спробам реформ щодо захисту прав жінок, стверджуючи, що вони йдуть врозріз з ісламськими цінностями.
Немає законів, які дають можливість жінці розпоряджатися своєю долею і свободою вибору. Тому всі жінки прив'язані до сімей, кланів і чоловіків. Також широко практикується жіноче обрізання, хоча воно заборонене законодавством країни. Немає вікового обмеження для вступу дівчат у шлюб, в середньому дівчинку видають в шлюб уже в 15 років. У країні широко практикуються фіктивні дитячі шлюби за гроші. Дуже часто дівчинку 10/11 насильно видають в шлюб, а наступного дня відбувається перша шлюбна ніч, після якої в дівчаток починається внутрішня кровотеча через неготовність тіла до зносин; це часто призводить до смерті дівчат. Дуже часто дівчата народжують вже у 14/15 років, багато з них помирають під час пологів.
Також практикуються близькоспоріднені шлюби, наприклад з двоюрідною сестрою, почесним вважається отримати племінницю, дочку рідного брата. Нерідко дівчаток законно ґвалтують ще до статевого дозрівання. У ході таких контактів їм серйозно ушкоджують статеві органи, в результаті чого дівчатка потрапляють в лікарні. Такі події не висвітлюються в місцевих ЗМІ. У країні була спроба ввести мінімальний шлюбний вік для дівчат 17 років, але вона зустріла широке невдоволення єменської громадськості.
Після смерті чоловіка дружина може отримати лише 1/8 частину його майна. А мати отримує 1/6 спадщини. Жінка спадкує від батьків половину частки брата, і може отримати половину майна лише в тому випадку, якщо не мала братів і сестер.
Під час заворушень 2011 року тисячі жінок під проводом Тавакуль Карман вийшли на мітинги з вимогою демократизації держави і статевого рівноправ'я. На одній з демонстрацій жінки влаштували масове спалення паранджі, в яких вони змушені ходити за чинного режиму.
Історично в різних регіонах жінки носили різні національні костюми і хустки. Проте останні десятиліття зі зростанням ідей ісламського фундаменталізму і радикалізму, все більше жінок носять чорну вуаль, повсюдно у великих містах. Практично всі жінки закривають обличчя, багато з них тому, що це знижує небезпеку стати жертвою сексуальних домагань на вулиці, або на вимогу сім'ї або чоловіка. Незважаючи на це, 98,9 % жінок хоч раз вже зазнавали сексуальних домагань на вулиці.
В сільській місцевості літні жінки не так суворо дотримуються ісламського дрес-коду, надаючи перевагу традиційному вбранню.

### Єгипет
Традиційно жінки в Єгипті носили вуаль, а гендерна сегрегація була звичним явищем у школах, на роботі та в місцях відпочинку. Чоловіки нижчого класу часто воліли одружитися з жінкою, яка не працювала і не здобула освіти.

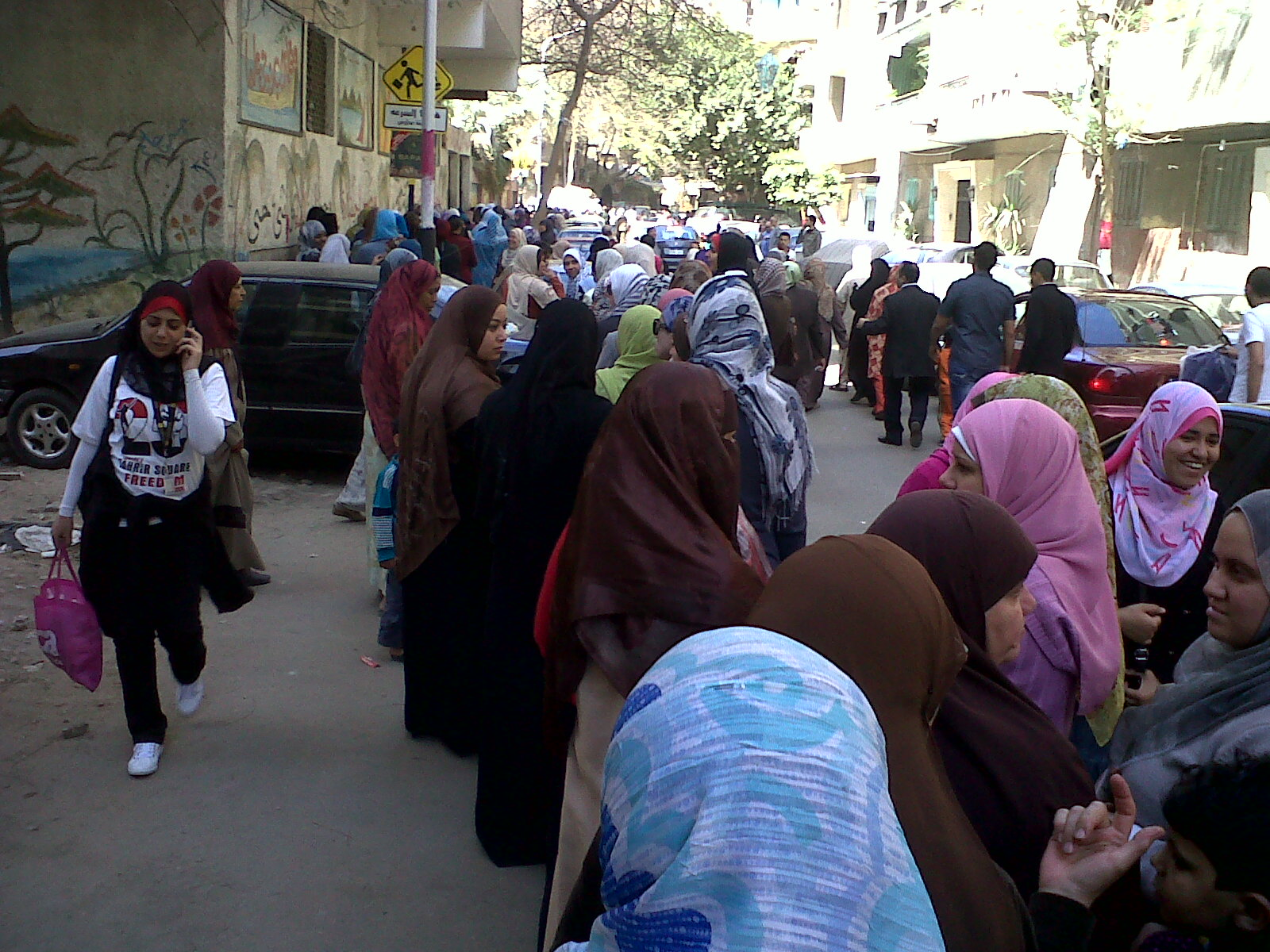
Єгиптянки під час єгипетського референдуму

Становище жінок істотно покращилося під час правління Абделя Ґамаля, зокрема, вони отримали право голосувати, а в конституції Єгипту 1956 року з'явилася графа, що забороняє дискримінацію за ознакою статі. Згідно з новим трудовим законодавством, жінки могли вільно працювати й отримували юридичний захист. Політику лібералізації продовжив Анвар Садат, однак вона зазнала краху і призвела до зростання ісламістських настроїв у Єгипті. При цьому можливості жінки стали обмеженішими, закони стали заохочувати звільнення жінкою робочого місця або роботу з неповним робочим днем.
У роки правління Мубарака роль жінок у суспільстві стала поступово погіршуватися, новий закон 1987 року значно обмежував їх політичні права, нові закони також створювали додаткові труднощі для розлучення за бажанням жінки.
Єгипет, за даними медіакомпанії Thomson Reuters (2013), займає останнє і 24 місце з прав жінок серед арабських країн. Арабська весна призвела до посилення ісламістських настроїв і нової хвилі зґвалтувань, а новою державою було прийнято низку дискримінаційних законів. Все це призвело до того, що Єгипет став найбільш несприятливою країною арабського світу для жінок. Жінка не має права одружитися з не-мусульманином, в іншому випадку її звинуватять у віровідступництві, а дитину від такого шлюбу візьме під опіку чоловік-мусульманин. 37 % жінок неписьменні, і 91 % — обрізані. За даними опитування на 2010 рік, 45 % чоловіків і 76 % жінок згодні з тим, що в країні має бути гендерна рівність. 11 % чоловіків і 36 % жінок вважають, що жінка має право працювати поза домом. Якщо до революції важливу роль у протестах грали жінки, то після воцаріння ісламістів їх активність зійшла нанівець, оскільки серед ісламістів стали соціально прийнятними повсякденні сексуальні домагання незалежно від віку і статусу жінки, або навіть якщо жінка повністю покриває тіло і обличчя. За даними на 2013 рік, 99,3 % жінок і дівчаток країни вже зазнавали сексуального насильства. Під час опитування ~75 % чоловіків визнали, що практикували вуличні сексуальні домагання. Також після революції різко збільшилася кількість примусових шлюбів та торгівля жінками. На околицях Каїра основна економічна діяльність села знову стала будуватися на торгівлі дівчатами через примусовий шлюб.

### Сирія
Сирія, за даними медіакомпанії Thomson Reuters (2013), займає 19 місце з 22 щодо прав жінок серед арабських країн. На світовому рівні — 133 зі 136 країн за ознакою рівності статей. За даними на 2012 рік, серед суддів 13 % становили жінки. Після початку сирійського конфлікту їх кількість значно знизилася.
За законом мінімальний шлюбний вік для жінок становить 17 років, однак населення повсюдно практикує дитячі шлюби, аж до одруження з 12-літніми. До сирійського конфлікту зайнятість серед жінок становила 16 %, зараз дані невідомі. Багато жінок у Сирії використовуються як зброя у війні, їх також масово викрадають різні угруповання. Дитина жінки, чий батько є іноземцем, може отримати сирійське громадянство. До початку конфлікту багато жінок, особливо в Дамаску, могли носити європейський закритий одяг зі «спортивною» мусульманською хусткою.

### Саудівська Аравія
Саудівська Аравія, за даними медіакомпанії Thomson Reuters (2013), займає 20 місце з 22 щодо прав жінок серед арабських країн.
Жінки не мають права голосувати на виборах і живуть на правах неповнолітніх. Їхня свобода обмежена наставництвом чоловіка або родича, без дозволу якого жінці офіційно не можна подорожувати, вступати в шлюб, отримувати медичні послуги та здобувати освіту. Жінкам заборонено водити машину (заборону знято в червні 2018 року на підставі указу короля держави). Спілкування з незнайомим чоловіком розцінюється для жінки як перелюб і підлягає покаранню.
Жінці дозволено носити тільки чорний одяг «мішком» з товстої тканини, яка повинна покривати все, крім обличчя і рук, а також не підкреслювати форми тіла; у деяких регіонах жінок примушують закривати все обличчя, крім очей. Від 2012 року жінки отримали право працювати на спеціальних «жіночих роботах».
Якщо жінка стала жертвою зґвалтування, вона може подати до суду тільки за наявності мінімум чотирьох чоловіків-свідків. Найчастіше потерпілу, навпаки, карають за перелюб.
У країні намічаються позитивні тенденції щодо лібералізації становища жінок, які, однак, зустрічають активний опір з боку ісламського духовенства. Тому зміни незначні. 2013 року сталася низка важливих реформ: жінкам було дозволено кататися на велосипедах у парках та інших зонах відпочинку, в приватних школах для дівчаток було санкціоновано спортивні заняття, жінкам дозволено працювати адвокатками, у законі з'явилася стаття, що визначає домашнє насильство з боку чоловіка в сім'ї як кримінальний злочин.

### Ірак
Ірак, за даними медіакомпанії Thomson Reuters (2013), займає 21 місце з 22 за правами жінок серед арабських країн. На міжнародному рівні за ознакою рівності статей із 148 країн займає 120 місце.
Серед політиків та губернаторів відсутні жінки. Зайнятість серед жінок становить 14,5 %. Понад 72,4 % жінок у сільській місцевості і 64,1 % в місті перед тим, як отримати медичну допомогу, повинні отримати дозвіл від чоловіка-опікуна. Закон країни встановлює, що чоловік, який убив підопічну в ім'я честі, отримує менший тюремний термін порівняно з простим убивством. Починаючи від 2003 року, після повалення Саддама Хусейна і введення американських військ, у країні відбувався регрес в галузі прав жінок. Насильство в сім'ї зросло, і за останні 10 років неписьменність серед жінок зросла на 10 %. Для іракських жінок є високий ризик бути викраденими для торгівлі або зґвалтованими. Фізичне насильство над жінками та їх психічне пригнічення стало безпосередньою частиною сучасного іракського суспільства, при цьому немає законів, які могли б захистити жінку в такій ситуації. Тільки 2006 року в іракському місті Басра 133 жінок вбито за порушення ісламських приписів, і 47 — власними чоловіками/родичами «в ім'я честі».